# エルサレム王国

エルサレム王国
Regnum Hierosolimitanum (ラテン語)
Roiaume de Jherusalem  (古フランス語)
Regno di Gerusalemme (イタリア語)
Βασίλειον τῶν Ἱεροσολύμων (ギリシャ語)

近東の地図（1135年）
白色の地域がエルサレム王国

エルサレム王国（エルサレムおうこく、1099年 - 1291年）は、11世紀末に西欧の十字軍によって中東のパレスチナに樹立されたキリスト教王国で、十字軍国家の一つである。

## 概要
ローマ教皇の呼びかけに呼応して聖地エルサレムへ向かった第1回十字軍は、1099年にエルサレムを占領し、十字軍の指導者となっていたゴドフロワ・ド・ブイヨンは「アドヴォカトゥス・サンクティ・セプルクリ」（聖墓の守護者）に任ぜられた。これはゴドフロワが、キリストが命を落とした場所の王になることを恐れ多いと拒んだからである。ゴドフロワはエルサレムを拠点に残存するムスリム勢力の駆逐や農村の襲撃を行ったが、1100年にエルサレムで没した。弟のエデッサ伯ボードゥアン（ボードゥアン1世）が後を継いで「エルサレム王」を名乗った。こうして十字軍国家「エルサレム王国」が誕生する。

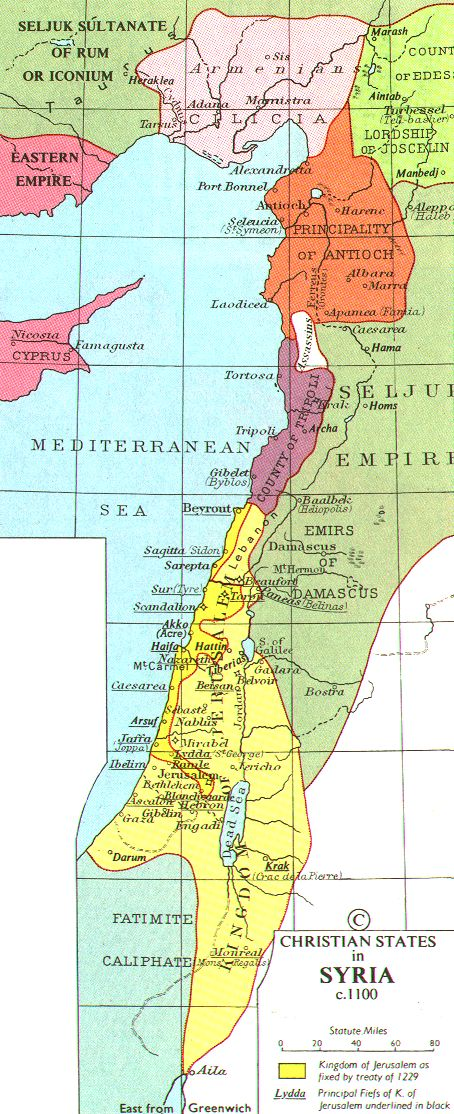
エルサレム王国ほか十字軍国家の版図（薄黄は1160年頃のエルサレム王国の版図、濃黄は1229年のエルサレム王国の版図）

エルサレム王は当初は十字軍によって征服されたエデッサ伯国、アンティオキア公国、トリポリ伯国といった十字軍国家に対する宗主権も有していた。イタリアの都市国家であるヴェネツィア、ジェノヴァ、ピサがヨーロッパとの海上交通や兵站路を確保するとともにレバント貿易に従事した。
元々、十字軍は利害が対立する諸侯の連合軍であり、現地に建てられた諸侯国もエデッサ伯国（ブローニュ伯など北フランス諸侯）、アンティオキア公国（南イタリアのノルマン人諸侯）、トリポリ伯国（トゥールーズ伯など南フランス諸侯）とそれを反映し、お互いに対立していた。さらに、現地生まれの諸侯は異教徒と融和し共存を目指し始めたのに対し、新来の十字軍や教会関係者はムスリムとの戦闘を要求したため、王国の方針は常に定まらなかった。エルサレム王国は近隣のムスリム都市ダマスカスと協力し、聖地騎士団の活躍により何とか領土を維持していたが、1144年にセルジューク朝の武将ザンギーにエデッサ伯国を奪回され（エデッサ包囲戦）、これに対して派遣された第2回十字軍が成果を収めず撤退し、ダマスカスがザンギーの息子ヌールッディーンに支配されたため、状況はいっそう悪化した。
その後、弱体化したエジプトのファーティマ朝に対して攻勢をかけたが、ヌールッディーンの部将シール・クーフに阻まれ、結局エジプトはシール・クーフの甥でムスリム勢力の英雄サラーフッディーン（サラディン）の支配下に入り、エルサレム王アモーリー1世が没したため、王国はサラディンの強力な圧力を受けることになった。アモーリー1世の死後、跡を継いだボードゥアン4世は病気により跡継ぎが望めず、後継をめぐって新来十字軍を中心とする宮廷派と現地諸侯を中心とする貴族派の勢力争いが顕著になった。
1187年、ヌールッディーンの遺志を継いだサラディンがヒッティーンの戦いでエルサレム王ギー・ド・リュジニャンを破り、聖地エルサレムを奪回した。エルサレム王国はパレスチナの海岸部に追い詰められ、第3回十字軍が駆けつけてきたが、聖地再占領はできなかった。その後、第6回十字軍ではシチリア王国に育ちアラビア語に堪能な異色の神聖ローマ皇帝フリードリヒ2世が外交交渉によってエルサレムを回復したが、1244年にはそれも失われた。
その後もパレスチナの十字軍国家は、エジプトのアイユーブ朝にアッコ港周辺に追い詰められながら、エルサレム王国の名で存在し続けたが、1291年にエジプトのマムルーク朝によってアッコを落され（アッコの陥落）、完全に滅亡した。

## 人々
王国内は民族的・宗教的・言語的に多種多様の人々で溢れかえっていたが、十字軍戦士や彼らの子孫たちはカトリック教徒のごく少数の権力者で占められていた。彼らはヨーロッパの母国よりさまざまな文化や組織体制などをエルサレムに持ち込み、王国を通した家系的・政治的繋がりによってヨーロッパ人と交流した。また王国の住民は王国誕生前からその地に存在していた文化や住民から影響を受けた東方的な文化なども受け継いだ。王国内の住民の大多数は中東出身のギリシャ人・シリア人キリスト教徒やスンニ派・シーア派のイスラム教徒であった。その多くが下級住民とされていたギリシャ人やシリア人は、それぞれギリシャ語・アラビア語を好んで用い、十字軍戦士としてフランスから来た者は古フランス語を用いたとされている。また少数ではあるが、ユダヤ人やサマリア人も居住していたとされる。

## 歴史

### 第1回十字軍と王国の始まり
1095年、教皇ウルバヌス2世はクレルモン公会議を開催し、セルジューク朝の侵攻に悩まされていた東ローマ帝国を支援する目的で第1回十字軍遠征を取り決めた。しかし遠征の目的は東ローマ帝国の支援から、聖地奪還へとすぐに変わった。東ローマ帝国とアナトリア半島やシリアの領有権をめぐって、争っていたイスラム側の強国大セルジューク朝が1092年に分裂し、多くの継承国家がアナトリア・シリア地域に誕生した。アナトリア地方はクルチ・アルスラーン1世率いるルーム・セルジューク朝が支配し、シリア地方はトゥトゥシュが支配した。1095年にはトゥトゥシュがなくなり、彼の息子たちがダマスカス・アレッポを別々に支配し、シリアはお互い対立するセルジュークの諸侯たちによって細分化されてしまった。そんなイスラム諸国は当時お互い不和な関係にあり、連携などはとれるような状況になかった。それゆえ、十字軍はイスラム諸国のバラバラな抵抗を撃破し、十字軍遠征を成功させエルサレム王国の建国ができた。
この頃、エジプトとパレスチナ地方はアラブ系シーア派国家であるファーティマ朝が支配していた。しかし11世紀後半、地中海沿岸部に侵攻してきたセルジューク朝がファーティマ朝と衝突するようになると、現地に住むキリスト教徒や聖地巡礼者は混乱の渦に巻き込まれた。1073年、ファーティマ朝はセルジューク朝にエルサレムを奪われたが、1098年にはセルジューク系の小国アルトゥク朝からエルサレムを奪還した。そしてこの直後、十字軍がエルサレムに来襲するのだった。

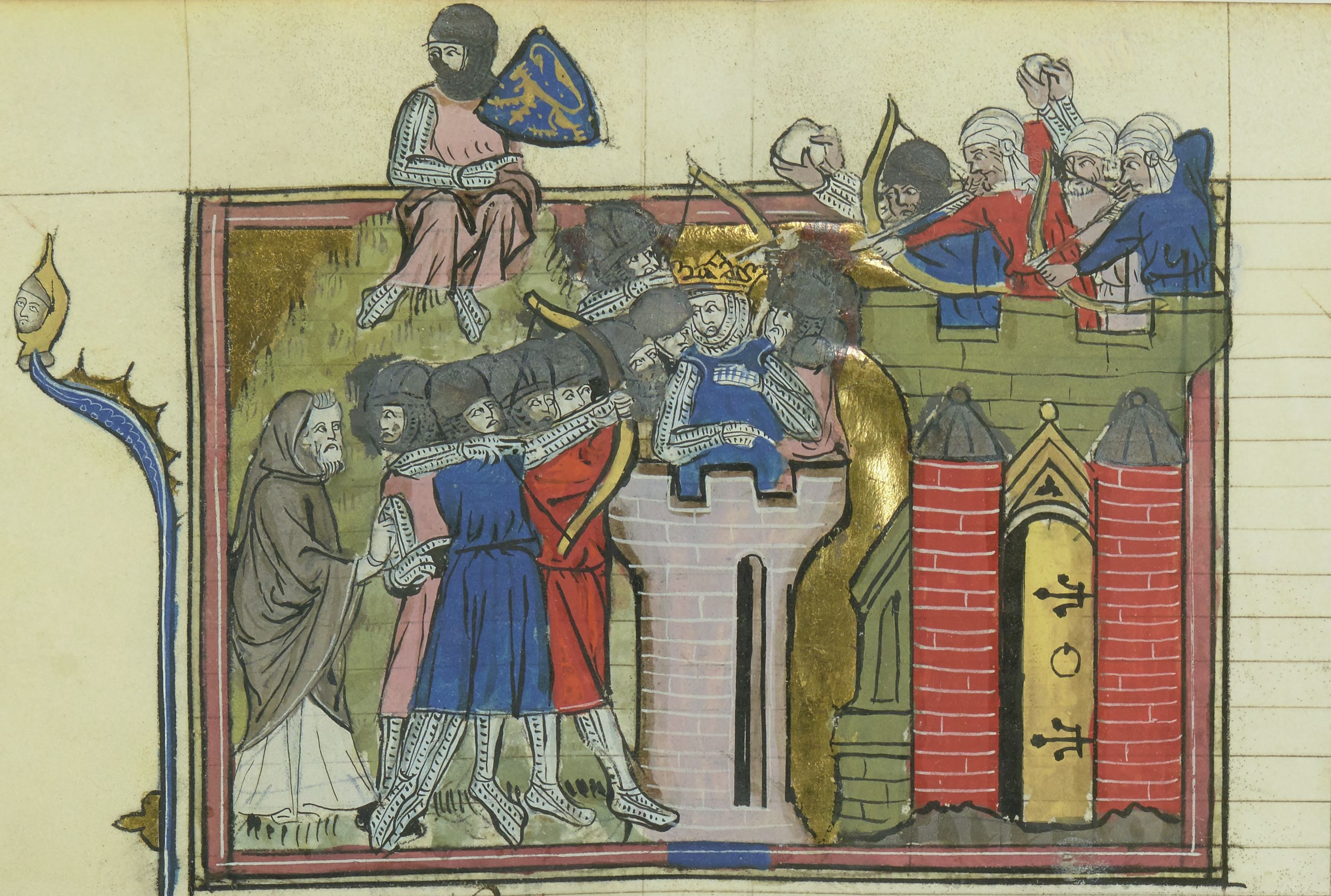
1099年にエルサレムを制圧した十字軍は、第1回十字軍の指導者ゴドフロワ・ド・ブイヨンをエルサレム王国初代統治者とした。

1099年6月、十字軍はエルサレムに到着した。彼らはエルサレム周辺の諸都市（ラムラ・ロード・ベツレヘムなど）を制圧し、7月15日には遂にエルサレムを制圧した。7月22日には聖墳墓教会を設立し、エルサレムを中心に新たな王国、エルサレム王国を建国した。そして国王を任命する時、国王候補に2人の貴族が選ばれた。第1回十字軍の指揮官の1人で南仏諸侯の代表であったゴドフロワ・ド・ブイヨン、トゥールーズ伯レーモン4世の2人である。レーモン4世はゴドフロワより裕福であり有力な貴族であったが、彼は国王への推戴を拒否した。国王への任命をひとまず拒否することで、自身の信心深さを示そうと試み、また彼の推戴に反対する貴族が出てくるのを待ち望んでいたのかもしれない。一方、十字軍遠征軍の中でより人気だったゴドフロワは国王への推戴を拒むことなく受け入れ、十字軍・王国の指導者の座を手に入れた。しかし敬虔深かったゴドフロワは、キリストが殉教した地で自身を国王と名乗ることを控え、Advocatus Sancti Sepulchri（日本語では「聖墳墓守護者」と称されることが多い）と名乗っていたと広く知られている。しかし、この称号は彼でない別の人物が書いた手紙の中でしか用いられていない。それどころか、ゴドフロワは自身のことをprincepsのようにより曖昧に表現していた。またウィリアム・オブ・ティルスの文献には、イエス・キリストがイバラの王冠を被せられた地での戴冠式をゴドフロワは拒んだと記されている。Robert the Monkが十字軍と同時期に記した著作のみが、ゴドフロワを王と称している。ゴドフロワはエルサレム奪還の一ヶ月後の8月12日、アスカロンの戦いでファーティマ朝を撃破したことで更なる名声を得た。しかしゴドフロワとレーモン4世との不和によりアスカロンを攻め落とすことはできなかった。
聖地にキリスト教国を建国することができた十字軍だったが、建国の矢先に雲行きの怪しい出来事が起きた。教皇特使としてエルサレムに赴いたピサ大主教ダングベルト・オブ・ピサがゴドフロワ王に対してエルサレム王国領を教皇に差し出すよう要求してきたのだ。教皇がエルサレムの直接支配を望んでいたからだ。当時の歴史家ギヨーム・ド・ティールによると、ゴドフロワはダングベルトが目指した「カトリック教会による聖地支配権の確立」の試みを支援したという。カトリック教会のエルサレム支配権と引き換えに、ゴドフロワは他の1つか２つの都市の支配権を要求し、またその都市を征服するための更なる遠征の実施を取り決めた。そしてゴドフロワは取り決め通り遠征を行い、エルサレム王国の領域はさらに広がった。ヤッファ・ハイファ・ティベリアなどの諸都市を征服し、他の多くの都市をエルサレム王国の属国に組み込んだ。そして属国支配体制を整え、ガリラヤ公国やヤッファ＝アスカロン伯国などを設立した。しかしゴドフロワの治世は長くは続かず、1100年に病で亡くなった。ゴドフロワの死後、彼の弟であるブローニュ伯ボードゥアンは、ゴドフロワの死後エルサレム王国の支配権を獲得せんと試みていたピサ大主教ダングベルトを圧倒することに成功し、自身を「King of the Latins of Jerusalem（エルサレムのラテン人における王）」と称した。ダングベルトはボードゥアンに対して妥協し、エルサレムではなくベツレヘムで彼に戴冠した。しかし、エルサレムは結局教皇の支配下に置かれることはなかった。エルサレムにおけるカトリック教会の支配構造は君主による世俗的権力の元で確立し、カトリック教会は東方正教会やシリア正教会の上位に立った。また正教会は自身の権力構造を保った。カトリック教会の元には、4つの付属司教区と多数の司教区が設立された。

### 王国の拡大
ボードゥアン1世の時代、エルサレム王国はさらに版図を広げた。ヨーロッパ人入植者も増加し、1101年の十字軍により王国の軍事力も増強された。ボードゥアンは1115年にヨルダン側の向こう側を征服した後にフランク人や現地のキリスト教徒らをエルサレムに住まわせたことで人口はさらに増加した。またイタリアの諸都市国家や信仰心に熱いノルウェー国王シグルズ・マグヌスソンなどの支援を得て、ボードゥアン1世は次々に都市を征服した。1104年には港湾都市アッコ、1110年にはベイルート、1111年にはシドンを獲得した。そしてボードゥアンはファーティマ朝の侵攻を3度に渡るラメラでの戦いや王国南西部での戦闘で迎え撃ち、また1113年には、ダマスカスやモースルから王国に侵攻してきたセルジューク朝の軍勢をen: Battle of al-Sannabraで撃破した 。ボードゥアン1世の活躍について、アメリカの歴史家トーマス・F・マッデンは『ボードゥアン1世は真の王国建国者であり、薄弱な諸侯間の連携で成り立っていたエルサレム王国を強固な封建国家へと作り替えた者である。彼の素晴らしい才能と勤勉さをもってして、強力な王権を築き上げ、パレスチナ沿岸部を制圧し、十字軍貴族らを調和させ、近隣のイスラム諸国に対抗できる強固な国境を作り上げた』と述べている 。

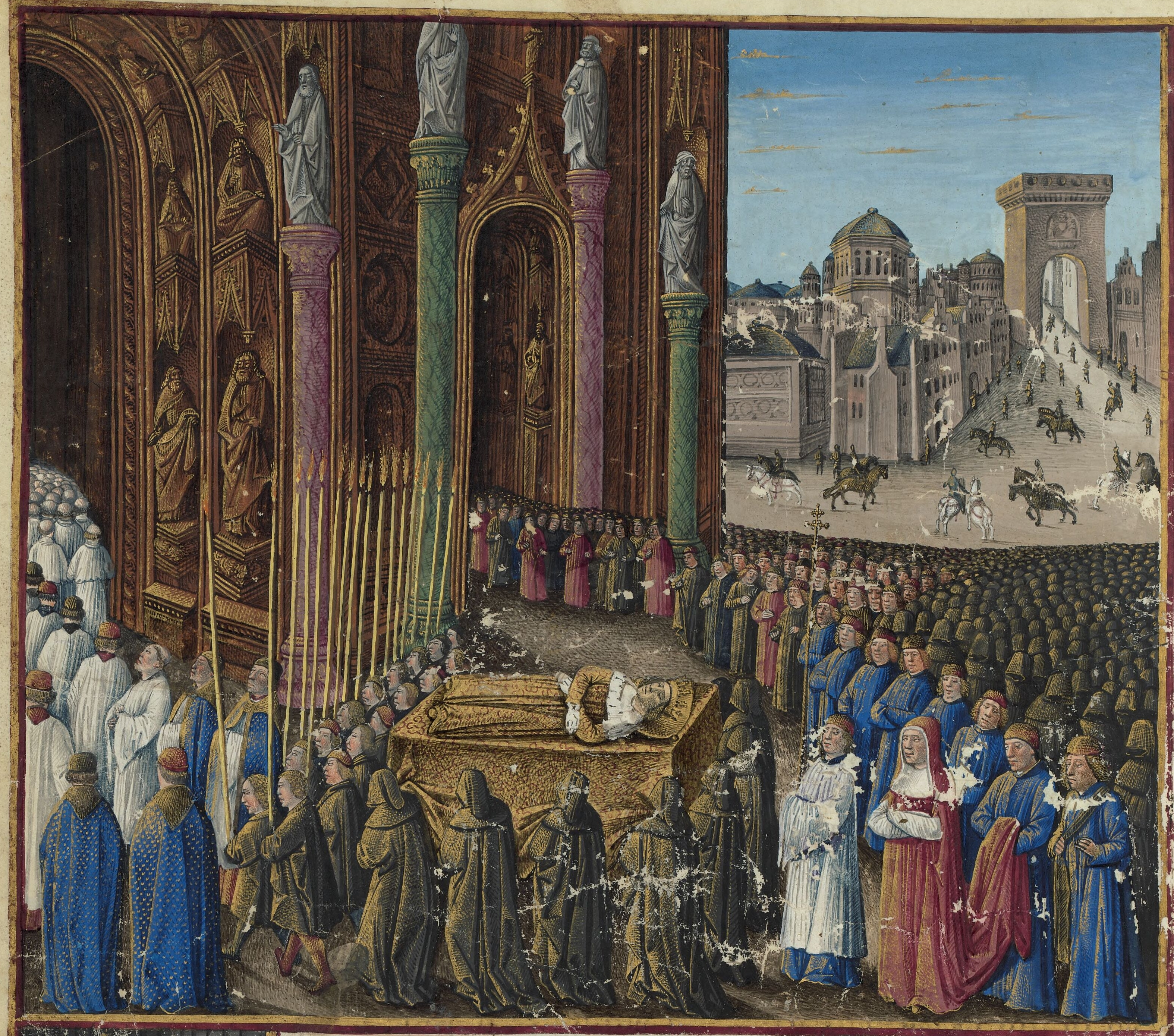
エルサレム王ボードゥアン1世の葬儀の様子を描いた挿絵。(15世紀にフランスで記された歴史書:en: Passages d'outremer の一部。)

ボードゥアンはアルメニア人貴族の娘:アルダと結婚した。エデッサのアルメニア人コミュニティーからの支援を受けるためであった。しかし彼らの支援の必要がなくなると、ボードゥアンはアルダを脇に追いやった。そして1113年にはシチリア王国の摂政でシチリア伯ルッジェーロ1世の未亡人 アデライデ・デル・ヴァストと結婚(重婚)した。しかし貴族の反対などにより1117年ごろ離婚した。アデライデとルッジェーロの息子でのちにシチリア王となるルッジェーロ2世は、アデライデに対するボードゥアンの冷たい仕打ちを忘れることはなく、その後数十年にわたってエルサレム王国が必要としていた海上における軍事支援を一切行わなかったという。
1118年、エジプト遠征の最中にボードゥアンは亡くなった。ボードゥアンには息子がおらず、エルサレム王国は彼の兄であるウスタシュ3世に譲り渡された。ボードゥアン1世やゴドフロワ・ド・ブイヨンと共に十字軍に参加していたウスタシュ3世であったが、彼はエルサレム王位に関心がなく、ボードゥアン1世の縁戚(従兄弟とも)のボードゥアン・ドュ・ブュールがボードゥアン2世としてエルサレム王に就任した。ボードゥアン2世は有能な君主であり、ファーティマ朝やセルジューク朝の侵攻を良く食い止めた。しかし1119年、エルサレム王国の属国の１つであるアンティオキア公国が アジェ・サンギニスの戦いでアルトゥク朝に敗れて弱体化し、1122年にはボードゥアン自身がアレッポのアミールによって身柄を拘束され、1124年まで捕虜生活を送った。身柄を解放されたボードゥアン2世は1125年にアザズの戦いでセルジューク朝・ブーリー朝・アルトゥク朝連合軍を撃破し、エルサレム王国はアジェ・サンギニスでの敗戦で失ったシリア地域における影響力を取り戻すことができた。ボードゥアン2世の治世下において、ホスピタル騎士団・テンプル騎士団といった騎士修道会が設立され、1120年のナーブルス公会議にてエルサレム王国で最も古い成分法が制定され、ヴェネツィア共和国とエルサレム王国との間で商業的な協定であるen: Pactum Warmundiが1124年に締結された。この協定により、ヴェネツィア共和国からの更なる軍事的支援をもってして、王国は同年ティルスを制圧した。ボードゥアン2世は自身が摂政として影響力を発揮することで、エルサレム王国の影響力はエデッサ伯国やアンティオキア公国にまで広がったのだが、ボードゥアン自身が捕虜としてイスラム諸国に囚われていた際、エルサレム王国は他国と同様に摂政により統治されていた。ボードゥアン2世には4人の娘がおり、1131年にボードゥアン2世が亡くなると、長女のメリザンドが王位を継承した。メリザンドはフルク5世と結婚し、夫婦両王としてエルサレムを統治した。1143年、フルク5世が亡くなると、メリザンドは息子ボードゥアン3世とエルサレム王国を共同統治した。

### エデッサ・ダマスカスと第2回十字軍

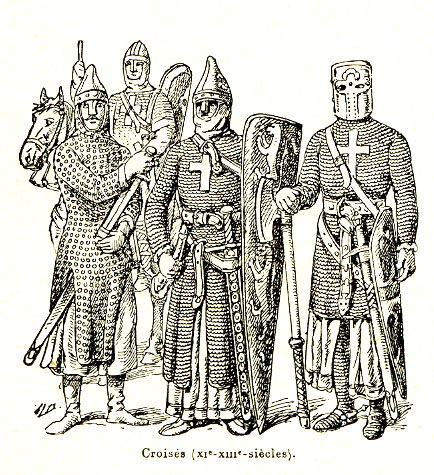
1922年版のフランス語辞書プチ・ラルースに描かれた十字軍兵士の挿絵。

ボードゥアン2世の跡を継いでエルサレム王となったアンジュー伯フルク5世は、即位後エルサレム王国をアンジュー帝国の一地域として編入した。在地貴族からすると外国人の王であるフルクの支配をエルサレムの貴族皆が認めていたわけではなかった。1132年、アンティオキア・トリポリ・エデッサの全ての属国は自身の独立を主張し、フルク5世による属国に対する宗主権行使を認めない構えを示した。属国の反抗にあったフルク5世は、戦闘でトリポリ伯国を撃破し、アンティオキア公国に対しては彼の親戚のレーモン・ド・ポワティエとメリザンドの姪でアンティオキア女公のコンスタンスとを結婚させることで自身を公国の摂政の立場に置き、両国の反抗を阻止した。一方その頃、エルサレム本国でも反乱が起きていた。1134年、フルク5世の親アンジュー政策に反発したエルサレム王国土着の貴族、ヤッファ伯ユーグ2世がアスカロンのムスリム守備隊と連携してフルクに対して反乱を起こたのだ。ユーグは当人欠席のまま有罪判決を受けるなどし、そんな2人の様子を見たラテン教会はフルクとユーグの仲介をして両人の和解に向けた活動を行った。そんな中、ユーグ2世の暗殺未遂事件が起こった。この暗殺未遂事件はフルク5世が命じたものとされており、フルクは非難を受けた。フルク5世はこのスキャンダルで力を失い、代わってフルクの妻で先王ボードゥアン2世の長女であるメリザンド と彼女の支持者がエルサレム王国で力を持つようになった。それ以降、フルク5世はメリザンドに対して上手に出ることが出来なくなり、重要でない物事を行うときですら、彼女の助言・知識無しでは済ませられなくなったという。
フルク5世はその後、更なる危機に晒されることになる。ムスリムの統治者ザンギーの台頭である。アレッポ・モースルの統治者ザンギーがダマスカス制圧のために動き始めたのだ。この3地域が統一されれば、エルサレム王国の勢力拡大に対して大きな障壁となり得るため、エルサレムにとってザンギーの台頭は大きな脅威となった。1137年から1138年の短期間にかけてエルサレム王国に干渉していた東ローマ帝国の皇帝ヨハネス2世コムネノスは、全ての十字軍国家に対する帝国宗主権を主張していたために、ザンギー朝の十字軍に対する脅威に何の対応もとらなかった。1139年、エルサレム王国とダマスカスのイスラム王朝は迫り来るザンギーに対抗するため同盟を結んだ。フルク5世はこの間にイベリン城やカラク城をはじめとする数多くの城砦を築いた。1143年にフルク5世とヨハネス2世が亡くなった後、ザンギーはエデッサ伯国に侵攻し、1144年には遂にエデッサが陥落した。フルク5世の没後エルサレム王国を統べていたメリザンドは、王国の重臣マナセス・ド・イエルジュをエルサレム軍総大将に任命した。しかし、1146年ザンギーが暗殺されるという好機に恵まれたにもかかわらず、エデッサをザンギー朝から奪還することはできなかった。エデッサ伯国の陥落という知らせはヨーロッパ中に衝撃を与え、結果的に第2回十字軍という新たな遠征が企図される原因となった。
1148年7月、アッコにて聖地に新たに馳せ参じた十字軍諸侯たちにより軍議が開催された。この会議でフランス王ルイ7世・ドイツ王コンラート3世はエルサレム王ボードゥアン3世・エルサレム王国摂政メリザンド・その他の十字軍諸侯らと会談し、ブーリー朝の本拠地ダマスカスを攻撃することが取り決められた。ザンギーの死後、ザンギー朝は彼の息子らにより分割されていたためにもはやブーリー朝の脅威ではなかった。それゆえにブーリー朝はエルサレム王国ではなく、ザンギーの息子でアレッポのアミールであるヌールッディーンと同盟を結んでいた。そんなブーリー朝は数十年前にエルサレムを攻撃したことがあったため、エデッサを陥落せしめた北方のイスラム諸王朝よりも、ブーリー朝の方が最良の攻撃対象と見做されたのかもしれない。アッコ会議での取り決め通り、1148年7月24日、十字軍はダマスカス攻城を開始した。十字軍のダマスカス包囲戦は失敗に終わり、7月28日には撤退した。十字軍内に裏切り・収賄の噂が立ち、コンラート3世がエルサレム諸侯の裏切りに遭っていると思い込んだのが原因とされる。如何なる理由であれ、フランス軍とドイツ軍は自国に帰還してしまい、数年後にはダマスカスはヌールッディーンの完全なる支配下に入った。

### エルサレム内戦期
第2回十字軍の失敗はエルサレム王国に大きな悪影響を及ぼした。ヨーロッパ諸侯がエルサレムへの大規模な遠征軍の派遣を躊躇し始めたのだ。それゆえに、第2回十字軍から数十年に渡ってエルサレムには小規模な軍勢しかやって来なくなった。一方、ムスリム世界はヌールッディーンの下で徐々に統一され始め、1149年にはイナブの戦いでアンティオキア公国の軍勢が撃破され、1154年にはダマスカスが制圧された。ヌールッディーンは非常に敬虔なイスラム教徒であり、彼の治世下において、ムスリム世界の精神的・政治的統一の障害となっていたエルサレム王国に対して反撃することはジハードと見做されていた。

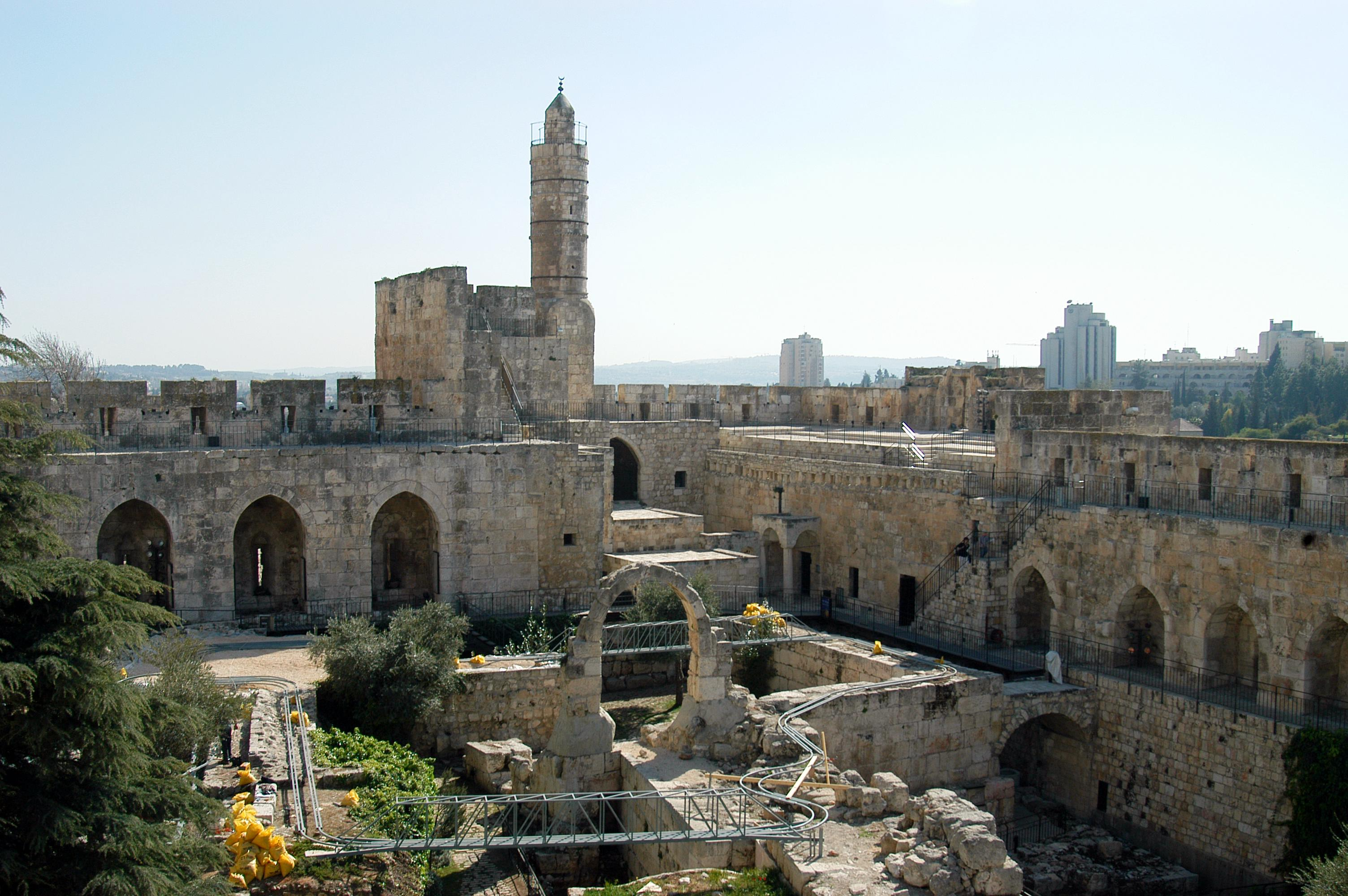
現在のダビデの塔（2005年3月撮影）

そんな中、エルサレムでは国王のボードゥアン3世と摂政のメリザンドとの間で確執が起き、王国は動揺していた。メリザンドは重臣のマナセス・ド・イエルジュや彼女の息子のヤッファ伯アモーリー、フランク人騎士でナーブルス領主のフィリップ・ド・ミリーやイブラン家の支援を受けていた。対するボードゥアン3世は、アンティオキアやトリポリにおける紛争を調停することで彼のメリザンドからの独立を主張し、またマナセスが権力を握るのを恐れたイブラン家の兄弟たちの支援も受けた。1153年、ボードゥアンは自身をエルサレムでただ1人の王として自ら戴冠し、自らが王国の北部を、メリザンドが王国の南部を支配することで決着をつけた。しかしボードゥアンもメリザンドもこの状況が長くは続かないだろうことを察し、その後すぐにボードゥアンはメリザンドの領地に侵攻した。彼女の重臣マナセスを撃破し、ダビデの塔に立て篭もったメリザンドを包囲した。メリザンドは降伏し、ナーブルスに退去した。しかしボードゥアンはメリザンドを王国の摂政に任命し筆頭顧問としたため、メリザンドは一定の影響力を保持し続けたとされる。特に彼女は王国における聖職関係者の任命などを執り行ったとされる。1153年、王国の建国当初よりファーティマ朝によるエルサレム王国に対する襲撃の拠点となっていたアスカロンを攻め落とした。確保したアスカロンの砦はヤッファ伯国に編入され、ボードゥアンの兄弟のアモーリーが領有した。

### ビザンツとの同盟とエジプト侵攻

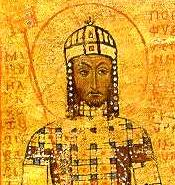
ビザンツ皇帝 マヌエル1世コムネノスのフレスコ画

アスカロン制圧によって、エルサレム王国の南部国境地帯は安定した。かつてはエルサレム王国の主要な脅威のひとつであったファーティマ朝も、この頃になると内部分裂で国力を大幅に下げて王国の属国のひとつにまで成り下がっていた。しかし王国東部ではヌールッディーンが活発に活動しており、依然脅威となっていた。ボードゥアン3世は勢力を増すムスリム勢力に対抗するためにビザンツ皇帝マヌエル1世コムネノスと同盟を結んだ。この際、ボードゥアンはマヌエルの姪テオドラ・コムネノと結婚し、マヌエルはボードゥアンの従姉妹マリア・ド・アンティオキアと結婚した 。
1162年、子供を持つことなくボードゥアンがこの世を去った。(メリザンドはこの1年前に亡くなっていた。)エルサレム王国はボードゥアンの弟アモーリーに引き継がれ、アモーリー1世として即位した。1163年、混迷を極めたファーティマ朝はエルサレム王国に対する貢納金の支払いを独断で停止し、ヌールッディーンに支援を求めるべく使者を派遣した。ファーティマ朝の勝手な対応に対し、エルサレム王国はファーティマ朝遠征を決意。1163年、アーモリー1世は軍を率いてファーティマ朝統治下のエジプトに遠征した。しかし、エジプト人がビルベース付近でナイル川を氾濫させたことにより十字軍は撤退を迫られ、初戦は失敗に終わった。当時のファーティマ朝の大臣シャーワルは再びヌールッディーンに援軍要請を送り、ヌールッディーンもそれに応えて将軍シール・クーフ(サラディンの父である)をエジプトに派遣した。しかし、シャーワルは突然鞍替えし、アモーリー1世と同盟を締結し、1164年には両者はシール・クーフが立て篭もるビルベースを包囲した。その頃王国北部のアンティオキア公国がヌールッディーンの侵攻を受け、アンティオキア公ボエモン3世・トリポリ伯レーモン3世がハリムの戦いでヌールッディーンの軍勢に撃破されるという事件が起きたため、アモーリー・シャーワルはビルベースの包囲を解いた。ヌールッディーンはこの時アンティオキア公国を陥落させたものの、ビザンツ皇帝マヌエル1世が派遣した大規模なビザンツ軍の来襲によりアンティオキアから撤退したとみられる。1166年、ヌールッディーンは再びシール・クーフをエジプトに派遣した。この際もシャーワルは十字軍と同盟し、十字軍はアル・バベインの戦いでシール・クーフ軍と戦った。そしてシール・クーフは十字軍を打ち負かした。しかし戦闘後シール・クーフ、十字軍ともども撤退し、シャーワルは依然十字軍と同盟を結んだまま、十字軍の駐屯兵とともにカイロに留まった。その後もアモーリーは先述のテオドラ・コムネノと結婚することでビザンツ帝国との同盟関係を強固なものとし、ギヨーム・ド・ティルス率いる使節団をコンスタンティノープルに派遣して軍事遠征の協力を求めて協議した。しかし協力を求めた当の本人であるアモーリーはビザンツ帝国の海軍支援を待つことなくエジプトに攻め込み、ビルベースを略奪した。彼はこの行為で何も得ることはできず、そればかりかシャーワルを刺激し再びヌールッディーン側に鞍替えさせる原因となってしまった。その後すぐにシャーワルは暗殺され、また1169年にはシール・クーフも亡くなった。シール・クーフのファーティマ朝救援事業は彼の甥サラディンが引き継ぐこととなった。同年、マヌエル1世は300隻のビザンツ艦隊をアモーリー支援のためにエジプトに派遣し、ダミエッタがその攻撃の的となった。しかしこのビザンツ艦隊はたった3ヶ月分の食糧しか搭載していなかった。兵糧が尽きた十字軍・ビザンツ海軍は遠征の失策をお互い非難しあった。だが両国ともに、エジプト奪還のためにはお互いの支援が必要であることを認識していたため、エルサレム - ビザンツ間の同盟は維持され、更なるエジプト遠征も企図された。しかしこの遠征は最終的には実行されなかった。

十字軍のエジプト遠征は上述の通り失敗に終わり、サラディンはエジプトでスルタンの座に就いた。その後すぐ、サラディンは旧主ヌールッディーンからの独立を試みた。ヌールッディーンは独立を画策するサラディンに対して遠征を行うべく各地から軍勢を招集していたのだが、1174年に亡くなった。ヌールッディーンの死により、サラディンはヌールッディーン側の勢力に対して優位な立場に立ちヌールッディーンの旧領シリアに対して影響力を行使し始めることができた 。1180年、ビザンツ皇帝マヌエル1世がなくなり、エルサレムは最大の同盟者を失った。

### エルサレムの陥落と第3回十字軍
1174年にヌールッディーンとアモーリー1世が没した。ヌールッディーンの死去によりサラディンの勢力はシリアにも及び、中東のムスリム勢力はほぼ統一されることになり、キリスト教勢力への攻勢が強まった。
一方、アモーリー1世の死によってエルサレム王国は混乱の時代に入っていった。跡を継いだボードゥアン4世はらい病が進んでおり、身動きが不自由で余命は短く、子供も望めなかった。アモーリー1世には他に息子はおらず、王位継承権を持つ者としてシビーユ、イザベルの2人の娘の他、血縁の男子としてトリポリ伯レーモン3世がいた。
従来から王国には、新来十字軍を中心とする宮廷派と現地諸侯を中心とする貴族派の勢力争いがあったが、これに後継争いが加わり、抗争はいっそう激化していった。
宮廷派の中心は王母アニェスであり、後継候補として実子シビーユを立て、これに新来十字軍士のエメリー、ギー・ド・リュジニャンのリュジニャン家兄弟、トランスヨルダン領主ルノー・ド・シャティヨン、旧エデッサ伯ジョスラン3世（アニェスの弟）が加わっている。一方、貴族派はトリポリ伯レーモン3世を中心として、後継候補としてイザベルを立て、これに前王妃マリア・コムネナ（イザベルの実母）、ボードゥアン、バリアンのイブラン家が加わっていた。
1176年からボードゥアン4世は親政を始め、ジョスラン3世とレーモン3世のバランスを取りながら国政を運営し、シビーユにモンフェラート侯ギヨームを結婚させ後継者としたが、間もなくギヨームが妊娠したシビーユを残して没し（生まれた子供が後のボードゥアン5世）、後継争いは再び混沌としてきた。
1177年のモンジザールの戦いでサラディンを破り、しばらく平穏が続くが、派閥争いは一層激しくなった。貴族派は、シビーユとボードゥアン・ディブランの結婚を狙ったが、アニェスら宮廷派はシビーユをギー・ド・リュジニャンと結婚させてギーを摂政に任命し、さらにイザベルをルノー・ド・シャティヨンの継子であるトロン領主オンフロワ4世と結婚させて、貴族派からの切り離しを狙った。ギヨーム・ド・ティールの年代記ではアニェスの影響力によるものとしているが、現在の研究では王位継承権を持つレーモン3世や勢力拡大を狙うイブラン一族を警戒したボードゥアン4世の意向であると考えられている。
1183年にルノーの挑発に怒ったサラディンが、ルノーの居城ケラク城で行われていたイザベルの結婚式を襲うと、ボードゥアン4世は病床にも拘わらず輿に乗って出陣したが、この時ギーの能力に不満を持ち、シビーユ夫妻の継承権を奪って5歳の甥ボードゥアン5世を共同王にするとともに、ギーを摂政から解任し、代わりにレーモン3世を摂政とした。
1185年にボードゥアン4世が没するとボードゥアン5世が跡を継いだが、病弱のため即位後1年で早世し、再び後継争いが再燃した。貴族派を中心に諸侯は、シビーユの即位の条件としてギーとの離婚を要求するが、シビーユはいったんこれに同意するものの、即位すると同時にギーを国王に戴冠した。これに対しレーモン3世、ボードゥアン・ディブランなどの貴族派はイザベルを擁立してクーデターを企てたが、イザベルの夫オンフロワ4世が寝返って失敗に終わった。
反対派を排除して権力を握ったギーは、対イスラム強硬派のルノーと組み、サラディンとの対決姿勢を強めた。1186年、休戦条約を犯してルノーはメッカへの巡礼者やキャラバンを虐殺し、残りを捕虜に取った。サラディンの捕虜解放交渉はギーとルノーに無視され、ここに休戦は破れた。レーモン3世はサラディンの圧力もありイスラム勢力との融和を計っていたが、ギーたちはレーモン3世に対してサラディンとの同盟を結んだことを責め、大司教による破門もちらつかせた。レーモン3世は屈してギーと妥協し、1187年7月4日のヒッティーンの戦いでサラディンと激突したが、十字軍は大敗し、ギー、ルノー、テンプル騎士団総長ら多くが捕虜となった。
サラディンはモンフェラート侯コンラート1世が守るティールを除くアッコ、ナビュラス、ヤッファ、トロン、シドン、ベイルート、アスカロン等を次々と落し、エルサレムに迫った。エルサレムにはバリアン・ディブランの他、わずかな騎士しかいなかったが、「聖地を異教徒に渡すより全滅した方がましだ」「必ず、神の助けがある」といった強硬論が主流を占め、サラディンの降伏勧告に従わず、住民に武装させ抵抗を行った。しかし衆寡敵せず、間もなく降伏、1187年10月2日に開城したが、サラディンは寛大な条件を示し、身代金を払うことで市民の退去を許し、払えず奴隷になった者も多くを買い戻して解放した。

### アッコ王国
その後100年にわたってエルサレム王国はシリア沿岸部を治める小規模な王国として存続した。王国の首都はアッコに移り、ヤッファ・アルスフ・カエサリア・ティール・シドン・ベイルートを含む現在のイスラエル・レバノン中部の沿岸諸都市を統治した。最盛期にはアスカロンやその他の重要な諸都市や内陸部の要塞を領有した。またエルサレム王国はこれまで通りトリポリ伯国やアンティオキア公国を属国として従えていた。1197年、ギーの跡を継いでエルサレム王を継承していたアンリ2世が不運にも亡くなり、イザベラはギーの弟であるエメリー・ド・リュジニャンと四度目の結婚をした。この時既に、エメリーはギーよりキプロス島を相続しており、フリードリヒ皇帝の息子ハインリヒ6世からキプロス王として戴冠されていた。ハインリヒ6世はその後十字軍遠征を敢行したが、その途中で亡くなった。皇帝が遠征途上で崩御したものの、残された十字軍は1198年に本国へ帰還するまでに、ベイルートとシドンを王国のためにムスリム勢力から奪還した。そして1198年に十字軍とアイユーブ朝は5年間の休戦条約を締結した。
1193年、サラディンが亡くなった。サラディン亡き後のアイユーブ朝は内戦状態に陥り、サラディンの息子たちはアイユーブ朝の広い諸地域の領有権をそれぞれ主張した。ザーヒル・ガーズィーはアレッポを占領し、アル＝アジーズはカイロの領し、長男アル＝アフダルはダマスカスを占領した。またサラディンの弟サファディンは上メソポタミア地方を占領し、サファディンの息子 アル＝ムアッザム・イーサーはカラク・トランスヨルダン地域を有した。1196年、アル＝アフダルは、サファディンと同盟を結んだアル＝アジーズによりダマスカスから放逐された。しかし1198年アジーズが急死したことを受け、アル＝アフダルはエジプトに舞い戻り、残されたアジーズの幼い遺児の摂政として権力を再び握った。ザーヒルと同盟を締結したアフダルは、ダマスカスを占領する叔父サファディンに攻撃を仕掛けたが、失敗した。そしてザーヒルとアフダルの同盟は破棄され、サファディンはエジプトのアフダルに攻勢をかけた。結果、アフダルは敗れ去り、エジプトはサファディンの手に渡った。ダマスカスとエジプトを領有したサファディンは息子のアル＝ムアッザムにダマスカスを統治させ、別の息子アル＝カーミルに上メソポタミア地方を統治させ、自身はエジプト・シリアのスルタンとして両地域を統治した。ここでアフダルは再びザーヒルと同盟し、ダマスカスに攻め寄せた。しかし、またもやこの兄弟らの同盟が瓦解し、サファディンはアフダルと休戦した。そしてアフダルはサファディンからサムスッタといくつかの街を領地として与えられ、1202年にはザーヒルがアレッポの領主として叔父のサファディンに臣従した。これにより、アイユーブ朝はサファディンのもとに再び統一されたのだった。
ムスリム世界が混乱していたさなか、十字軍はエジプト遠征を画策していた。第3回十字軍が失敗したのち、彼らはアイユーブ朝の本拠地であるエジプトを叩くべく、新たな遠征を計画していたが、この計画は結局崩れ去り、1204年に十字軍は同じキリスト教国であるビザンツ帝国の首都コンスタンティノープルに攻め寄せた。そしてこの遠征に参加した十字軍の多くはエルサレム王国にやってくることはなかった。しかし、このことを知る由もないエメリー王は、来たる十字軍遠征に備えて前哨戦としてエジプトに対する襲撃を行った。1205年、エメリー王とイザベル女王が共に崩御し、イザベルとコンラートの娘マリー・ド・モンフェラートがエルサレム女王に即位した。そして1210年にマリーが経験豊富なフランク人貴族ジャン・ド・ブリエンヌと結婚するまでの間ベイルート卿ジャンが摂政として王国を統治した。1212年、マリーが出産と同時に亡くなった後は、ジャン・ド・ブリエンヌがまだ幼い娘イザベル2世の摂政として王国を統治した。

### 第5・6回十字軍とフリードリヒ2世

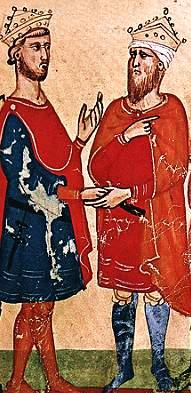
アル＝カーミルと会談するフリードリヒ2世

1215年、ローマ・ラテラノ宮殿で4度目の公会議が開催され、よりエジプトに対する十字軍遠征が取り決められた。そして1217年後半、ハンガリー王 アンドラーシュ2世、オーストリア公 レオポルト6世がアッコに着陣し、ジャン・ド・ブリエンヌと共にタボル山を含む中東内陸地域を襲撃した。しかしこの襲撃は大した成果を上げなかった。その後ハンガリー軍は中東から撤退したが、残された十字軍兵士たちは港町カエサリアやテンプル騎士団の要塞「巡礼者の砦」の再要塞化に取り掛かり、1217年冬から1218年春にかけてこれらの防衛施設を強化した。
1218年、第5回十字軍が開始されドイツ人の軍勢がアッコに集結した。十字軍の艦隊はジャン王と共にエジプトへ航行し、5月にはナイル川河口付近の街ディムヤートを包囲した。そして同年8月、十字軍がディムヤートの砦の１つを陥落させた頃にエジプトのスルタンアル＝アーディルが亡くなった。同年秋、教皇勅使(en: Pelagio Galvani)を含む十字軍の援軍がヨーロッパより来着した。ディムヤートを包囲する十字軍は食糧不足と疫病蔓延に苦しみ、包囲戦は長期戦にもつれ込んだ。そして1219年、カトリック修道士フランチェスコが当地に現れ、両者間の仲介を買って出て包囲戦の取り止めを強く勧めた。十字軍はアイユーブ朝から提案された「大部分の旧エルサレム王国領の返還という条件付きの30年間にわたる休戦条約」を拒否し、両者間の講話は成立しなかった。結局十字軍はディムヤートを兵糧攻めにし、11月にやっと陥落させることに成功した。アル＝カーミルはマンスーラの砦に撤退したが、十字軍は1220年までディムヤートに滞在し続け、神聖ローマ皇帝フリードリヒ2世の到着を待ち続けた。一方ジョン王は、彼の不在の隙を狙ってダマスカスから王国に攻勢を仕掛けていたアル＝ムアッザムから王国を守るため、短期間の間アッコへ帰還した。1221年、いまだにフリードリヒ2世の到着を待ち侘びていた十字軍は、ディムヤートから出撃しカイロへ進軍した。しかしアル＝カーミルがナイル川の堰を崩し洪水を起こしたことで、十字軍は進路を阻まれ足止めを喰らわされた。アル＝カーミルはその後進軍を阻まれていた十字軍に攻撃を仕掛け容易く打ち破ると共に、ディムヤートの奪還にも成功した。十字軍が待ち侘びていたフリードリヒ2世はその頃、ヨーロッパから出発すらしていなかったのだった。
十字軍が壊滅したのち、エルサレム王ジャンはヨーロッパ各地を訪問し、諸侯らに軍事支援を要請して回った。しかし彼に支援を約束した諸侯はフリードリヒ2世のみだった。フリードリヒは1225年にジャン王の娘イザベル2世と結婚していたからだ。翌年、イザベルはコンラートを出産し、同時に亡くなった。ちなみにコンラートは母イザベルの跡を継いでエルサレム王を継承したが、聖地に足を運ぶことは生涯を通じて1度もなかった。フリードリヒはかつてジャン王に対して、第5次十字軍を率いて聖地へ軍事遠征を敢行すると約束していたものの、結局率いることはなかった。しかし息子コンラートが生誕したことを受けて、彼の有する継承権を通じてエルサレム王位獲得に再び乗り出した。フリードリヒはイタリアに滞在していたアル＝カーミルの使者と会談し、カーミルと同盟を結んだ上でダマスカスのアル＝ムアッザムに対して攻撃を仕掛けるという計画を立てていた。しかしフリードリヒの艦隊で疫病が流行していたこともあり彼はなかなかヨーロッパを出発できず何度も遠征を順延していた。これが教皇グレゴリウス9世の逆鱗に触れ、フリードリヒは破門されてしまった。結局フリードリヒは、イタリア貴族リッカルド・フィランギェリ、リンブルフ公ハインリヒ4世、ドイツ騎士団総長ヘルマン・フォン・ザルツァらを名代として艦隊を聖地へと派遣した。艦隊は1227年に聖地に到着し、皇帝の来着を待つ間サイダの海上防壁やモンフォール城を修復した。後者はのちにドイツ騎士団の拠点のなった。1228年9月、遂にフリードリヒ帝が十字軍遠征を開始した。そして彼は正式に、自身が幼い息子でエルサレム王位を有するコンラートの摂政であると宣言した。
エルサレムの摂政を宣言したフリードリヒであったが、彼はその後ウトラメールの在地貴族と対立に巻き込まれることとなった。在地貴族の中にはフリードリヒ帝がエルサレム王国・キプロス王国を神聖ローマ帝国の影響下に組み込もうとしていることに反発する者が少なからずいたからだ。またキプロス王国の貴族たちに至っては、まだ幼い国王アンリ1世の摂政の座を巡って既に内部分裂していた。キプロス高等法院はベイルート卿ジャン・ド・イブランを摂政に任じていたが、アンリ1世の母アリックスはリュジニャン家の諸侯たちを摂政に推薦しており、ジャンらと対立していた。そしてこのリュジニャン家はフリードリヒ帝に与していた。かつてフリードリヒの父帝によりリュジニャン家出身の国王エメリーが戴冠されていたからだ。フリードリヒ帝はリマソールでジャンに対して、摂政座の辞任と聖地本土におけるベイルート領の放棄を要求した。ジャンはフリードリヒにそのような要求をする法的権限がないことを主張し、彼の要求を拒否した。フリードリヒ帝はジャンの息子を捕虜として監禁した上で、ジャンに対して十字軍遠征の支援を確約させた。
ジャンは結局フリードリヒ帝の聖地遠征に随行したが、フリードリヒ帝の遠征は聖地の者からあまり歓迎されなかったという。彼の数少ない支援者であるシドン伯バリアン・グルニエはフリードリヒ帝の到着を歓迎して迎え入れた。( 彼は先の十字軍遠征でも彼らに支援を施し、アイユーブ朝に対する大使としての役割を担っていた重要な貴族である。)この頃、十字軍遠征の攻略目標となっていたダマスカスのムスリム統治者アル＝ムアッザムがなくなっており、その後をアル＝カーミルらが引き継いでいたため、カーミルとフリードリヒ帝の同盟は解消されていた。しかしカミールは、フリードリヒ帝の軍勢が小規模であることや、破門によって十字軍自体が分裂していることを認知していなかったと思われ、再び十字軍から自領を防衛することを回避したかったのだろう。フリードリヒ帝の存在だけで、十字軍は大して戦うこともなくエルサレム、ベツレヘム、ナザレとその周辺の城の奪還に成功した。そして1229年2月、フリードリヒ帝はアイユーブ朝との10年間の休戦とエルサレムのイスラム教徒の信仰の自由と引き換えに、これらの城を正式に取り戻した。しかし、エルサレム総主教ジェラルド・ローザンヌはこの条約を受け入れず、エルサレムに対して聖務禁止令を発布した。3月、フリードリヒは聖墳墓教会でエルサレム王として戴冠されたが、破門と聖務禁止令の影響によりエルサレムは王国に再統合されることはなく、王国は引き続きアッコから統治された。
一方その頃イタリアでは、ローマ教皇がフリードリヒ帝が破門宣告を受けていることを口実に彼のイタリア領に侵攻を開始していた。そしてフリードリヒ帝のかつての義父ジャン・ド・ブリエンヌ率いる教皇軍がイタリア領に侵攻していたのだった。フリードリヒは自領防衛のために帰国を余儀なくされ、1229年聖地を離れた。フリードリヒ帝は 「凱旋という栄誉ではなく、アッコの市民らから投げ込まれた血肉を浴びて」 聖地を後にしたのだった。

### ランゴバルド戦争と男爵十字軍

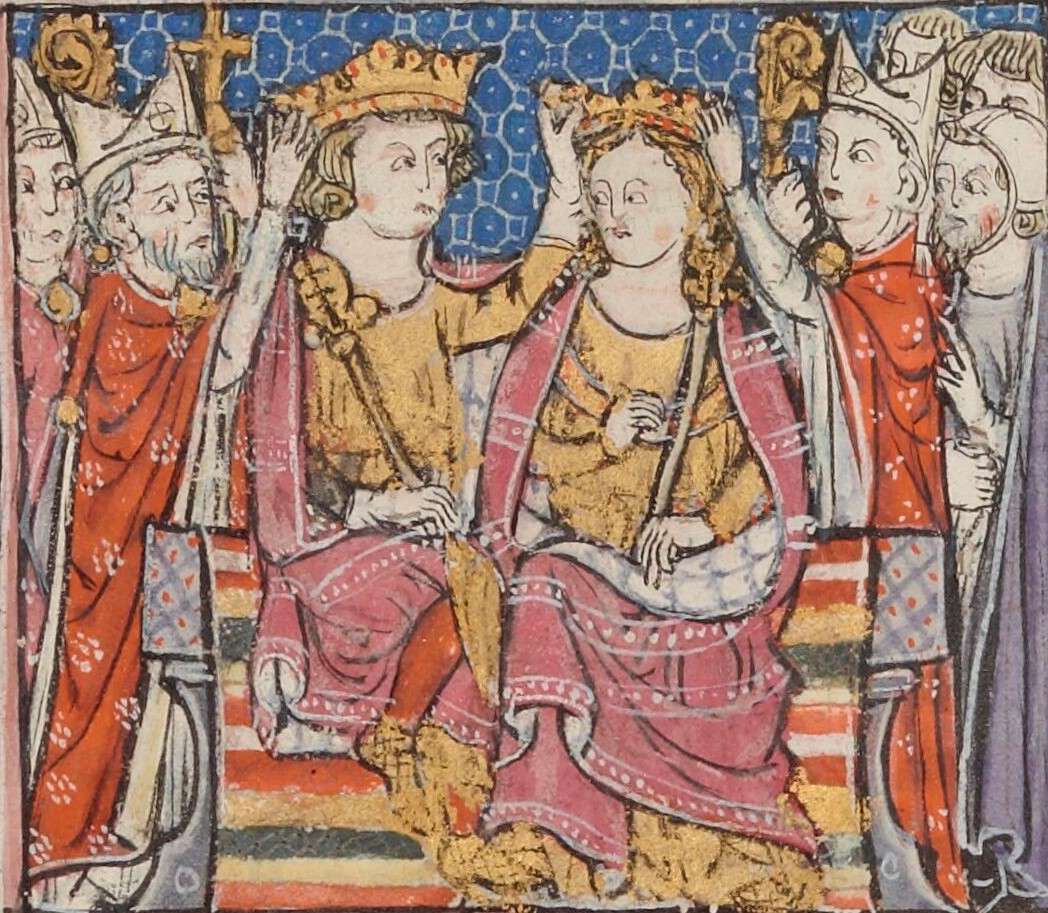
マリー・ド・モンフェラート とジャン・ド・ブリエンヌ の戴冠式。ジャンはエルサレム国王とラテン帝国皇帝を歴任した。

ヨーロッパで窮地に追い込まれたフリードリヒであったが、1231年には リッカルド・フィランギェリを指揮官とする皇帝軍を聖地に派遣し、ベイルートやティルスを占領させた。しかしアッコまでは制圧できなかった。ジャンの支援者はこれに対抗して、アッコにて防衛共同体を結成し、1232年にはジャン自身を共同体の指導者に任命した。ジェノヴァ商人の協力を得たコミューンはベイルートを皇帝軍から奪還した。またジャンも1232年5月にティールを攻撃したが、カサル・インバートの戦いでフィランギェリ率いる皇帝軍に敗れ、奪還には到らなかった。
キプロスでは、キプロス王アンリ1世が1232年に成人し親政を開始できる年齢になった。そして同時に、ジャンとフィランギェリの2人は主導権を握るためにキプロスへ帰還し、同年6月15日、皇帝軍とキプロス軍はアジルディで全面衝突した。この戦いにおいて、キプロス軍は皇帝軍を撃破し、アンリ1世は名実共にキプロス王となった。しかしイブラン家はその後もキプロス王の統治の支援を継続することとなった。その後、聖地本土ではフィランギェリがアンティオキア公ボエモン4世、チュートン騎士団、ホスピタル騎士団、ピサ商人の支援を獲得し、対するジャンはキプロス貴族や自身の領地であるベイルート・カエサリアの住民に加え、テンプル騎士団、ジェノヴァ商人の支援を獲得して皇帝派勢力と対立した。両勢力は拮抗し、対立はその後も続いた。1234年、ローマ教皇グレゴリウス9世がジャンと彼の支援者に対して破門宣言を発布した。この宣告の一部は1235年に無効とされたものの、両勢力間の和平に至ることはなかった。1236年、ジャンが亡くなり、ランゴバルド戦争は彼の息子のバリアン・ド・ベイルートと甥のフィリップ・ド・モンフォールに引き継がれた。
キリスト教勢力が内部対立をしている最中の1239年、アイユーブ朝との平和条約が失効した。フリードリヒ帝は新たな十字軍遠征を計画したが失敗に終わり、1239年に再び教皇より破門を宣告された。しかしフリードリヒの意志はその他のヨーロッパ諸侯らによって受け継がれることとなった。この遠征（男爵十字軍）にはナバラ王兼シャンパーニュ伯のテオバルド1世、ブルターニュ公ピエール1世、アモーリー・ド・モンフェラートといったフランス諸侯によって行われ、彼らは1239年9月にアッコに着陣した。テオバルド1世はアッコで開催された会議において、この遠征の指導者に選ばれ、ブライエニー伯ゴーティエ4世やアルスフ領主ジャン、バリアン・グルニエなどといったエルサレムにおける有力貴族らが彼の元に馳せ参じた。この遠征中、ランゴバルド戦争は一時的に事実上の停戦状態となったが、皇帝軍を率いるフィランギェリはティールにとどまり、遠征には参加しなかった。テオバルド率いる十字軍は聖地南部のアスカロン砦を強化し、聖地北部の重要都市ダマスカスを攻撃した。
この頃、アイユーブ朝には再び内部分裂の兆しがあった。アル＝カーミルは1238年にダマスカスを占領したもののその後すぐに亡くなり、彼の遺領は一族間で分割され、カーミルの息子のアル＝アーディル2世とアス＝サーリフ・アイユーブによってエジプトとダマスカスが継承された。父の死後、アイユーブはカイロに進軍したが、叔父のアス＝サーリフ・イスマイールがアイユーブ不在の隙をついてダマスカスを奪い取り、アイユーブは an-Nasir Dawud によって監禁された。このようにアイユーブ朝がゴタゴタしている頃、十字軍はアスカロンに進軍しており、その道中でゴーティエはムスリム側が籠城を見据えてダマスカスに備蓄しようとしていた家畜の略奪をしつつ進軍を続けた。アイユーブ朝に十字軍のダマスカス攻撃計画が既に察知されていたためである。十字軍はアイユーブ朝に対して優勢にことを運んでいたかのように思われたが、1239年11月、ガザにてエジプト軍に敗れ、形勢は大きく覆された。この戦いでバル伯アンリ2世が戦死し、アーモリーは捕虜に取られた。十字軍は体制を立て直してアッコに撤退した。ティールに駐屯する皇帝軍の動向を不安視したためとも考えられている。十字軍を撃破したアイユーブ朝は十字軍に対して優勢となり、12月には十字軍との10年間の平和条約が失効したことを受けて、聖地エルサレムを奪い返した。
この頃、サーリフは Dawud に捕えられていたが、この2人はエジプトを抑えるアル＝アーディルに対して同盟を組み、1240年にサーリフはエジプトを占領した。ダマスカスではイスマイールがDawud・サーリフの同盟を危険視し、十字軍を支援する側に回った。イスマイールはテオボルドと協定を結び、代わりにエルサレムをはじめとするかつてのエルサレム王国領の大部分の十字軍に対する割譲を取り決めた。この協定によって十字軍に割譲された領土は、フリードリヒ帝が1229年に回復した領土を凌駕する規模であったという。テオボルドは広大な版図を回復するという活躍を見せたものの、ランゴバルド戦争での諸侯間の対立に辟易し、1240年9月に聖地を後にした。テオボルドが聖地を離れて間もなく、コーンウォール伯リチャードが聖地に現れた。リチャードはアスカロン砦の修復を完遂させたのち、エジプトを治めるアイユーブと講和条約を締結した。1241年にアイユーブはサーリフが十字軍と締結していた領土の譲歩を継続して認め、ガザでの戦闘で収監されていた双方の捕虜を交換した。リチャードはその後、1241年のうちにヨーロッパに帰還した.。
テオボルドらの活躍により、エルサレム王国の領土はほぼ回復されたものの、その後もランゴバルド戦争は継続された。この戦争のおいて、テンプル騎士団とホスピタル騎士団は対立して双方はお互いに戦火を交えた。またテンプル騎士団に至っては1241年にアイユーブ朝支配下のナーブルスを攻撃し、アイユーブ朝・エルサレム王国間の講和条約の破棄を誘発した。1242年、フリードリヒ帝の息子のエルサレム王コンラートは、自身が十分成長し、フリードリヒ帝の摂政としての支援や帝国後見人による支援の必要性を否定した。しかしコンラートはまだ15歳 ( エルサレム王国において「自ら政治を行える」とされていた年齢 ) にはなっておらず、フリードリヒ帝はコンラートを通じて帝国臣下を後見人としてエルサレム王国に送還しようと試みた。しかし、アッコに勢力を張る反帝国派の諸侯らは、エルサレム王国における法律により、エルサレム諸侯は自ら摂政を選出する権利が認められていると主張し、帝国の後見人を認めようとしなかった。そしてエルサレム高等法院はアリックス・ド・シャンパーニュという女性貴族を摂政に任命した。アリックスはコンラート王の大叔母でイザベル1世の娘であり、エルサレム王国においてコンラート王と血縁的に最も近しい近親者であったからである。アリックスはティールに籠るフィランギェリの逮捕を命じ、イベリン 一族とヴェネツィア軍と共にエルサレムの軍勢はティールを包囲した。そして1243年にティールを陥落させた。これによりエルサレム王国から皇帝軍は一掃され、ランゴバルド戦争は終結した。コンラート王は治世中、一度も聖地にやってくることはなかった。また、摂政に就任したアリックスであったが、ティールを支配するフィリップ・ド・モンフォールやアッコを支配するイベリン・ド・ベイルートといったエルサレムの大貴族らの影響により、摂政として王国で権威を行使することはできなかったとされる。

### ルイ9世の十字軍
その後もアイユーブ朝は内部対立を続け、アイユーブはエジプトに、イスマイールはダマスカスに、Dawudはカラクに拠点を置いてお互い反目しあった。またホムスを中心に勢力を広げていたクルド人領主アル・マンスール・イブラヒムに至ってはエジプトのアイユーブとの対立の末に全面的な軍事衝突に陥った。この戦役中、エジプトのアイユーブはホラズムの戦士を傭兵として雇用し大いに活用したとされる。このホラズム人とは、元は中央アジアに居住していた遊牧民族のことであるが、彼らはモンゴル人との戦争に敗れ、西方に敗走したのちメソポタミア地方に移住していた。アイユーブに雇用された亡命ホラズム人たちは、1244年夏、彼の支援のもとでエルサレムを蹂躙した。ホラズムの襲撃によりエルサレムは廃墟と化し、キリスト教徒からもイスラム教徒からも無用の都市と見做されるようになった。10月、マムルークのバイバルス将軍率いるエジプト・ホラズム混成軍が十字軍と遭遇し、戦闘が繰り広げられた（ラ・フォルビーの戦い）。この時の十字軍は、フィリップ・ド・モンフォールやゴーティエ・ド・ブリエンヌといった諸侯達やテンプル騎士団・ホスピタル騎士団・チュートン騎士団の団長たち、そして十字軍と同盟を締結していたイブラヒムやDawudらによって率いられていた。遭遇した十字軍とバイバルス軍は10月7日に戦闘を行い、エジプト・ホラズム混成軍が勝利を挙げた。バイバルス軍の勝利により、十字軍とムスリム軍の同盟関係は破綻し、ゴーティエ・ド・ブリエンヌは戦闘中にバイバルス軍に捕縛され、その後処刑された。その後、アイユーブは十字軍に対して優勢に戦役を進め、1239年に十字軍に対して返還していた広大な領土の大半を奪還し、ダマスカスの占領にも成功した。
そんな中、1245年にローマ教皇インノケンティウス4世の提唱により第1リヨン公会議が開催された。この公会議でローマ教皇と対立していた神聖ローマ皇帝フリードリヒ2世が弾劾が可決され、フリードリヒ帝に代わってフランス国王ルイ9世を指導者とする新たな十字軍遠征が取り決められた。ルイ9世は信心深い国王であったとされ、かねてより十字軍遠征への参加を熱望していた。そんなルイ9世は公会議での取り決めをもって、十字軍遠征を開始した。1248年、ルイ9世率いる十字軍はキプロス島に到着し、ルイ王は弟のアルトワ伯ロベール1世・アンジュー伯シャルル、ポワティエ伯アルフォンスといったフランス諸侯や、ヤッファ伯ジャン・ギー将軍・ベイルート領主バリアン3世らが率いる現地のキプロス・エルサレム軍を召集し、軍勢を整えた。十字軍諸侯達は遠征における攻略目標をエジプトと決定した。そして1249年に6月、十字組はエジプトに上陸し抵抗を受けることなくダミエッタを攻略し、それから11月まで行軍を停止した。十字軍が進軍を止めていた頃、エジプトの統治者アイユーブが亡くなり、アイユーブの息子トゥーラーン・シャーがアイユーブ朝スルタンの座を継承した。その後、1250年2月に十字軍はアイユーブ朝とマンスーラにて交戦した。この戦で十字軍はアイユーブ朝に敗れ、アルトワ伯ロベール1世は戦死した。敗北後、十字軍は疫病や食糧不足に苦しみ、またナイル川が氾濫したことにより行軍すらままならない状況に追い込まれた。劣勢に追い込まれた十字軍はダミエッタへの撤退を試みたが、撤退中にアイユーブ軍の襲撃に遭い、アイユーブ朝に大敗を喫した。数千人もの十字軍が殺戮・捕縛され、総大将のフランス王ルイ9世も捕虜に取られた。ルイ9世が捕虜として収監されている間、アイユーブ朝で政変が起き、アイユーブ朝スルタンのトゥーラーンが配下のマムルーク将軍イッズッディーン・アイバクが引き起こしたクーデターにより殺害された。その後エジプトで権力を握ったアイバクによってルイ9世は釈放された。この際、ルイ9世はアイバクに対して莫大な身代金を払うと共に、遠征序盤に征服したダミエッタをアイバクに対して返還した。釈放後、ルイ9世は約4年間にわたってアッコに滞在し、その際にアッコ・カイザリア・ヤッファ・シドンといった地中海沿岸諸都市の防備体制の強化に勤しんだ。また彼はシリアに勢力を張るアイユーブ系諸侯と講和条約を締結するとともに、ムスリム世界の背後を脅かしつつあったモンゴル帝国との協約締結を目論み、モンゴルに対して使節を派遣した。そして1254年、ジョフロワ・ド・セルジーヌ指揮下の守備隊を残して彼はフランスに帰還した。
ルイ9世の遠征の最中、1246年にエルサレム王国の摂政アリックス・ド・シャンパーニュが亡くなり、摂政の地位は彼女の息子のキプロス王アンリ1世が継承した。そして聖地の現地貴族ジャン・ド・ヤッファがキプロス王国に居住するアンリ1世の代官 ( bailli ) としてアッコにて統治を担当した。その後、1253年にアンリ1世が崩御し、彼の幼い息子ユーグ2世がキプロス王位を継承した。ユーグ2世は法的には故コンラート王と彼の息子コンラディンの摂政であったが、ユーグは年少であったことから、キプロス・エルサレムの両王国は共にユーグの母親であるプレザンス・ド・アンティオキアが代理で統治した。この際、ジャンは依然としてアッコを拠点として 国王代理 としての地位を保持し続けた。ジャンはダマスカスのムスリム政権と講和条約を締結した上で、王国南部の要衝アスカロンの再征服を試みた。この頃エジプトを統治していたマムルーク・スルターン国はジャンの企みに対抗し、1256年にヤッファを包囲したが、ジャンはこのマムルークの包囲軍を撃破した。その後、ジャンは息子のジャン・ド・アルスフに国王代理 ( bailli ) の座を継承させた。

### 聖サバス戦争
1256年、十字軍の中核をなしていた２つの商業国家ヴェネツィア共和国・ジェノヴァ共和国が対立を激化させ、とうとう交戦状態に陥った。ヴェネツィア・ジェノヴァ両共和国が、聖サバス修道院がアッコ内に所有していた領土の統治権をめぐって争ったことが、この戦争の直接的な原因とされている。戦争序盤、ピサ商人の支援を得たジェノヴァ軍がアッコのジェノヴァ人居住区を襲撃しヴェネツィア艦隊を焼き払った。ヴェネツィア軍は果敢に反撃し、ジェノヴァ軍を追い払った。その後、ジェノヴァ共和国を支援するフィリップ・ド・モンフォールによって、ヴェネツィア共和国はティールから追放された。一方、ジャン・ド・アルスフ、ジャン・ド・ヤッファ、ベイルート領主ジャン2世といった諸侯やテンプル・チュートン両騎士団といった面々はヴェネツィア共和国を支援した。またチュートン騎士団に至っては、ジェノヴァ共和国を支援していたピサ商人を説得し、ヴェネツィア側に鞍替えさせた。また、依然としてホスピタル騎士団はジェノヴァ共和国の支援を継続した。1257年、ヴェネツィア軍は修道院を制圧し、備え付けられていた防衛設備を破壊したが、ジェノヴァ軍を完全に追い出すことはできなかった。その後ヴェネツィア軍はジェノヴァ人居住区を包囲したが、ホスピタル騎士団やフィリップによる食糧・物資支援を得たジェノヴァ人達はヴェネツィアの包囲を耐え忍んだ。1257年8月、ジャン・ド・アルスフはジェノヴァ共和国と同盟を結ぶイタリア年共和国のひとつであるアンコーナにアッコにおける商業権を授けることで、この戦争を終結させようと試みたが、しかしフィリップ・ド・モンフォールとホスピタル騎士団以外の諸侯は依然としてヴェネツィア共和国の支援を継続したため、戦争終結に至ることはなかった。1258年6月、フィリップとホスピタル騎士団の軍勢がアッコに向けて進軍を開始し、同時にジェノヴァ艦隊が海上からアッコを攻撃した。しかし、ジェノヴァ艦隊はヴェネツィア艦隊とのその後の海戦に敗れ、フィリップと共にティールに撤退した。この戦争はその後、トリポリやアンティオキアにも波及した。特に後者においては、アンティオキアに拠点を置いていたジェノヴァ系十字軍貴族のエンブリアコ家が、ヴェネツィア共和国を支援するアンティオキア公ボエモン6世と対立し戦闘を交えるほどにまで至った。エルサレム王国における諸勢力の対立を目の当たりにしたローマ教皇ウルバヌス4世は1261年に評議会を開催して王国の秩序をなんとか取り戻したものの、ジェノヴァ勢力は2度とアッコに戻ることはなかった。

### モンゴルの来襲
13世紀後半になると、東方の遙かなたよりやってきたモンゴル人という民族が近東に姿を現した。彼らは中央アジアに勢力を築いていた遊牧民族国家のホラズム朝を駆逐し、怒涛の勢いでヨーロッパ方面に侵攻を続けていた。この頃ムスリム勢力に対して劣勢に追い込まれていた十字軍はこの新興勢力であるモンゴル人に一縷の望みを賭け、多くの教皇やフランス王ルイ9世といった十字軍の指導者達はモンゴル人に対して使節を派遣し対ムスリム同盟の締結を目論んだ。しかし、モンゴル人たちはキリスト教勢力との同盟に興味を示すことはなかった。1258年にモンゴル軍はバグダードを蹂躙し、1260年にはアレッポとダマスカスを攻め落とし、当地に残ってきたアッバース朝・アイユーブ系諸国を共に滅ぼした。この頃には既にアルメニア王ヘトゥム1世・アンティオキア公ボエモン6世の2人のキリスト教系君主がモンゴル軍に服属していたとされる。中近東に侵攻してきたモンゴル軍の中にはネストリウス派キリスト教を信奉する者が存在したとされ、モンゴル人指揮官の1人であるキト・ブカもキリスト教徒であったものの、アッコの十字軍諸侯はモンゴル軍に対する服属を拒んだ。モンゴル軍からしても、この頃の十字軍勢力は比較的小規模な勢力であったために彼らは相手にすらされなかった。ただし両者間で多少の小競り合いは発生した。1260年にシドン領主ジュリアン・グルニエがモンゴル部隊を襲撃しキト・ブカの甥を討ち取り、キト・ブカが甥の死の復讐としてシドンを略奪し、その後の戦闘の際にジュリアン自身を捕虜として捕えるという事件が挙げられる。以上のように次々と道中の諸勢力を薙ぎ倒してきたモンゴル軍であったが、その進軍は突然止まった。シリアに駐屯していたモンゴル遠征軍総司令官フレグが、モンゴル帝国皇帝モンケ・ハーンの死の報を受けて、母国モンゴルへと急遽帰還したからである。フレグは帰国の際、キト・ブカに小規模のモンゴル守備軍を預けて、彼を中近東に駐屯させた。モンゴル軍主力部隊と総司令官の撤退を受け、エジプトを統治するマムルーク朝スルターンは十字軍勢力と協議の末、十字軍領土内を通過してエジプトからシリアに向かって進軍し残存モンゴル軍の駆逐を試みた。そして1260年9月、マムルーク軍はアイン・ジャールートの戦いでキト・ブカ率いるモンゴル軍を撃破した。モンゴル守備部隊の指揮官キト・ブカは戦死し、シリア地域はマムルーク朝の勢力下におさまった。しかし、この戦でマムルーク軍を指揮したスルターンのムザッファル・クトゥズは帰国の道中で暗殺された。クトゥズを暗殺したのはマムルーク朝のバイバルス将軍であった。彼はクトゥズがフランク勢力と締結した同盟に不満を抱いていた者の一人であり、その後彼が率いるマムルーク朝と十字軍勢力は再び戦火を交えることとなるのであった。

## 建国当初の王国での人々の生活
エルサレム王国の人口におけるラテン人の割合は常に少なかった。第1回十字軍に参加した十字軍戦士の多くはエルサレム征服ののち大陸側に帰還したが、新たな入植者や十字軍戦士は継続的にエルサレムに来着し続けたという。中世の歴史家ギヨーム・ド・ティールによれば、1100年にエルサレム守護者ゴドフロワがアルスフを包囲攻撃していた最中、王国内では300人の騎士と2000人の歩兵を集めるだけで精一杯であるほど戦士が不足していたという。以上のように、エルサレム王国には入植団程度のラテン人しかおらず、彼らが大多数の現地民であるユダヤ人・サマリア人・ムスリム・ギリシャ正教会教徒・シリア人を統治していた。
世代が下るにつれて、ラテン人たちはかつてアラブ人たちと同様に自分たちを現地民だとみなすようになった。ラテン人は西ヨーロッパ人・フランク人としての本質的アイデンティティーを放棄することはなかったものの、彼らの服装や食事・商業文化をより東方的(東ローマ風)な現地の文化と融合させていった。当時の年代記編者フーシェ・ド・シャルトルは1124年に記した自身の著作において、この文化的融合について以下のように述べている。
西洋人であった我々は東洋人へと様変わりした。かつてローマ人やフランク人であった彼はこの地でガリラヤ人かパレスチナの現地民へと変貌を遂げた。元はランスやシャルトルの住民であった者はいまやティールやアンティオキアの住民になった。我々はすでに生まれ故郷を忘れ去った。我々の故地は既に我々に対して何の意味もなさない場所か、言及されない場所になり果てた。
十字軍戦士や彼らの子孫たちはしばしばギリシャ語やアラビア語をはじめとする異国言語を習得し、ギリシャ人やシリア人・アルメニア人といった現地のキリスト教徒と結婚した。時には改宗したムスリムと結婚する者もいたという。このようにヨーロッパ人と現地民との融合は進んだものの、フランク人の公国はイスラム地域の中心にある独特の西洋植民地としてあり続けた。
第1回十字軍に参加しボードゥアン1世の下で聖職者として仕えたフーシェは1127年まで年代記の編纂を続けた。フーシェの年代記は当時の西ヨーロッパ世界で非常に広く知れ渡っていたとされ、オルデリック・ビターリスやマームズベリのウィリアムといった年代記編者が自身の著作を編纂する際の文献として彼の年代記を用いていた。エルサレムが十字軍に占領されるや否や、占領直後から12世紀中を通じて多くの巡礼者がエルサレムを訪れ、この新しい王国に関する記録を残した。これらの巡礼者の中には、イングランド人の巡礼者 en:Sæwufやルーシ人の修道院長巡礼者ダニール、フランク人の司祭ロルゴ・フレテルス、ドイツ人の司祭ヨハネス・ヴォン・ヴュルツブルクといった面々が挙げられる。以上のような巡礼者は別とすると、彼ら以降エルサレムにおける出来事の目撃者はギヨーム・ド・ティールが現れるまで存在しなかった。ギヨームはティール大司教とエルサレム王国財務大臣を兼任し、1167年に年代記の編纂を開始し1184年に亡くなったとされている。そんな彼は、自身の年代記で第1回十字軍に関する詳細な情報とフーシェの死からギヨームの時代頃までの間の時期における詳細な情報を記しているが、それらの多くは主に当時の歴史家アルベール・デクサンやフーシェ自身の著作から得た情報である。ムスリムも同様に当時のエルサレム王国について記述を残しているが、これらの情報の主な情報源はムスリムの兵士でダマスカスからエルサレム・エジプトに頻繁に派遣されていた外交官でもあったウーサマ・イブン・ムンキズの著作である。彼の記した回顧録『実例による教訓の書』では中東における生き生きとした十字軍社会についての記述がなされている。ムスリム側から見た十字軍社会についての記述はトゥデラのベンヤミンやイブン・ジュバイルといったムスリムの旅行家の文献からもうかがえる。

### 人口
エルサレム王国の人口を正確に見積もることは不可能である。ジョサイア・ラッセルは、十字軍の時代にシリア全体の人口を約230万人であり約1万1千の村が存在していたと推定している。もちろん、そのほとんどは十字軍国家の支配下にはなかった。ジョシュア・プラウアーやメロン・ベンヴェニスティといった学者たちは、都市部には最大で12万人のフランク人と10万人のムスリムが住んでおり、農村部にはさらに25万人のムスリムおよび東方キリスト教徒の農民がいたと推定している。十字軍勢力（フランク人）は、全人口の15%から25％を占めていた。ベンジャミン・Z・ケダーは、エルサレム王国には30万から36万人の非フランク人がいたと推定しており、そのうち25万人は農村部の村人だったとする。そして「王国のいくつか、あるいはおそらく大部分の地域では、ムスリムが多数派を占めていたと推定できる」と述べている。ロニー・エレンブルムが指摘するように、現存する証拠は極めて限られており、人口の正確な把握は不可能であり、いかなる推計も本質的に信頼性に欠ける。同時代の年代記作者ギヨーム・ド・ティールは、1183年に実施された国勢調査について記録している。この調査は、侵攻に備えて動員可能な兵士の数を把握し、ムスリムであれキリスト教徒であれ住民から徴収可能な税額を算出することを目的としていた。もし実際に人口が数えられたとしても、ギヨームはその具体的な数字を記録していない。13世紀にはイベリン家のジャンが各封土の一覧と、それぞれが提供すべき騎士の人数を作成したが、これはラテン人貴族以外の人口についての情報を示すものではなかった。
マムルーク朝のバイバルスは、フランク人を中東から一掃するという誓いを最終的に実行に移した。アンティオキア（1268年）、トリポリ（1289年）、アッコ（1291年）の陥落により、都市を離れることができなかったキリスト教徒は虐殺されるか奴隷にされ、レバントにおけるキリスト教支配の最後の痕跡は消滅した。

### 奴隷制
エルサレム王国には数えられないほど多くのムスリム人奴隷が居住していたとされる。そしてアッコには非常に大規模な奴隷市場が催されていたといい、この市場は12世紀から13世紀にかけて奴隷を各地に送り届けていたという。イタリア商人の中には、キリスト教徒の奴隷をムスリム奴隷と共に売り捌いていた者もいたとされ、彼らはしばしば非難されていたという。ただし、奴隷制度は捕虜による身代金制度に比べてあまり一般的ではなかったとされ、十字軍の襲撃により多くの人々が戦争捕虜として身柄を拘束され、連年の戦役で捕えられた捕虜達の解放のための身代金が十字軍とムスリム国家との間を頻繁に飛び交ったとされる。またこの地域の住民の多くはムスリム人であったため、ムスリム奴隷の脱走もそう困難なことではなかったとされ、奴隷の脱走は常に奴隷所有者の悩みの種となっていた。そんな奴隷たちにも奴隷から解放される方法がただ一つだけ存在した。それはキリスト教への改宗である。ヨーロッパ・中東のどちらにおいても、キリスト教徒を奴隷として売り払うことは禁止されていたからだ。
王国における巡回裁判によって、王国内の奴隷制の枠組みが構築されていた。それらの文書によると、『農奴、動物、またはその他の個人所有の奴隷だけが交易対象として認められている』と記されている。この個人所有物としての奴隷に身堕ちする方法は幾つか存在した。襲撃に遭遇し捕らえられるか、奴隷として生まれるか、または借金返済の形として奴隷とされるか、若くは逃走奴隷を助けるかすると、奴隷身分に落とされた。
また、遊牧民族であるベドウィン族は王の所有物としてみなされており、王の保護下に置かれていた。彼らは他の所有物と同じように売り払われたり譲渡されたりしたとされ、12世紀後半ごろにはしばしば、より下級の貴族や騎士修道会の保護下に置かれていた。

### 経済

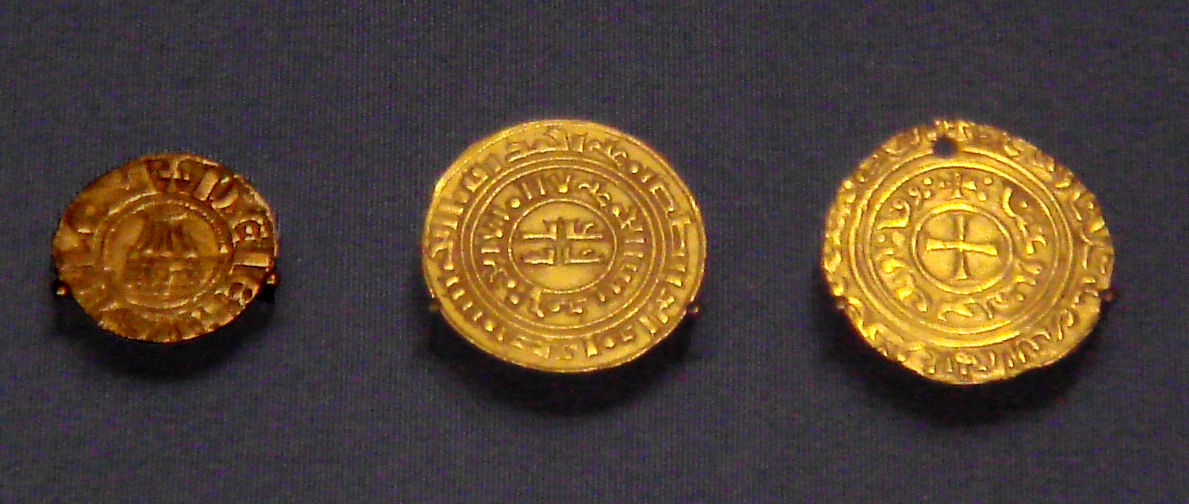
エルサレム王国で流通した十字軍貨幣の数々。
• 左 : ドゥニエ硬貨
• 中央 : クーフィー文字が刻まれたベザント硬貨
• 右 : 十字架のマークが刻まれたベザント金貨
初期の金貨はクーフィー体のアラビア文字が刻まれたドゥニエ硬貨を模倣した硬貨であったが、1250年以降、教皇の主張に従いキリストを示す紋章が刻印されるようになった。(大英博物館所蔵)

エルサレム王国における都市階層やイタリア商人の存在の影響を強く受けたエルサレム王国は商業的に大いに発展した。パレスチナ地域は複数の交易路の交差点となっていた。そしてこの交易はヨーロッパに対しても行われた。羊毛や織物などといった北ヨーロッパの交易品がこの交易路を通じて中東やアジアに向けて輸送され、逆にアジアの公益品が交易路を通じてヨーロッパに輸出された。エルサレムでは特に絹・木綿・香辛料貿易がよく行われ、この頃にオレンジや砂糖といった交易品がエルサレムを通じて初めてヨーロッパに伝わった。特に砂糖に関しては、『儀式での使用や健康維持のために人類にとってはなくてはならないものである』と当時の歴史家ギョーム・ド・ティルスによって言及されているほど重宝されていた。王国郊外では、大麦や小麦、豆、デーツ、オリーブ、そしてぶどうなどが栽培された。イタリア商人は、1123年にエルサレム王国と締結した グゥアルムンドゥスの協約をはじめとする王国との商業協約に基づく貿易により莫大な利益を生み出すことができ、この商業的な成功は数世紀後に始まるルネサンスに大いに影響を与えたという。
この頃パレスチナには、ヴェネツィア共和国やジェノヴァ共和国の植民地が多数点在したとされ、彼らはその植民地で農業開発を敢行した。彼らはこの地で主に砂糖を生産しヨーロッパに向けて輸出していたという。彼らはアラブ地域やシリア地域からかき集めた奴隷や農奴や現地の農奴を働かせ、アラブ人から伝えられたサトウキビを栽培した。そして13世紀にはティルスで大規模砂糖生産産業が勃興した。13世紀を通して、パレスチナ地域では砂糖産業がより発展し、1291年にアッコがムスリム勢力に陥落するまでの間、アッコの港を通じてヨーロッパ中にそれらの製品が免税された上で輸出された。このような砂糖産業はエルサレム王国で初めて行われたとされており、アメリカ大陸でのプランテーション農業による砂糖の大量生産制度の先駆的な出来事であるとみなされている。
エルサレム王国は中東各地から貢納金を徴収していたとされる。初期の頃は未征服の沿岸諸都市から、そして後期になるとダマスカスやエジプトといった直接征服はできなかった近隣諸地域の諸国から徴収していた。ボードゥアン1世がトランスヨルダン地域を併合した後、王国はシリアから王国を経由してエジプト・アラビア半島へ向かうキャラバンからも通行税を徴収した。以上のように、エルサレム王国では貨幣経済が主流となっていたが、これは人的資源の不足にあえいでいた王国が傭兵に金銀を支払うことでその不足を間に合わせていたことを意味する。傭兵を雇うことは当時のヨーロッパ世界ではあまり一般的なことではなかった。王国に雇われた傭兵の多くは十字軍と共に聖地に馳せ参じたキリスト教徒であったとされるが、ターコポールで知られるようなムスリム人傭兵もそれなりに雇用されていたとも考えられている。

### 教育

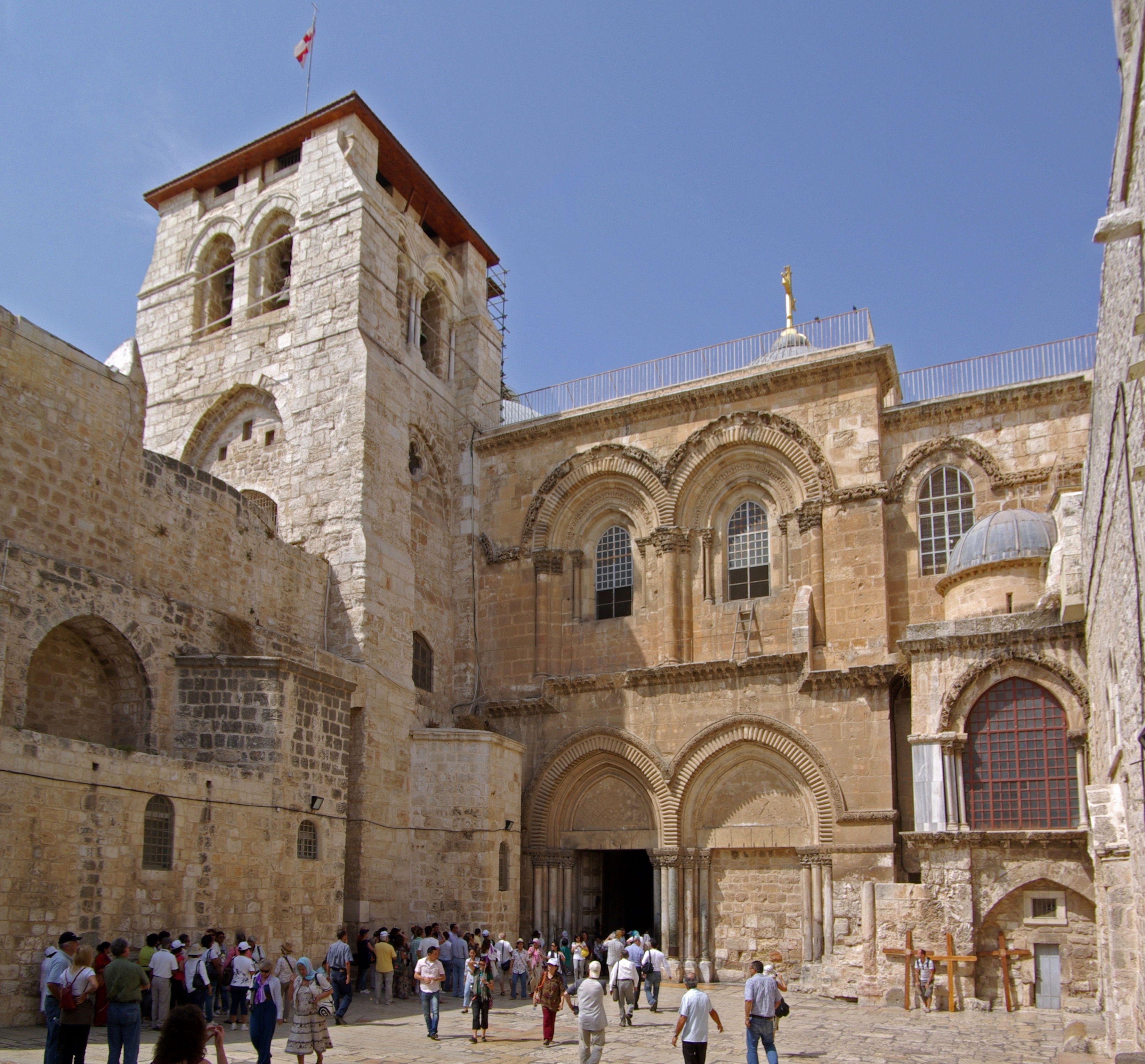
聖墳墓教会の正門。

エルサレムは王国における教育機関の中心地となっていた。聖墳墓教会には学校が併設されており、ラテン語の基本的な読み書き教育が施された。この学校には、貴族の子弟はもちろん、比較的裕福な商人階級の子弟も参加することが許されていたとされ、歴史家のギョーム・ド・ティールはのちにエルサレム王となる王族ボードゥアンと同級生であった可能性も高いとされている。ただし、高等教育を受けるにはヨーロッパの大学に留学する必要があったという。十字軍国家のエルサレムにとって、哲学や神学は軍事に劣る分野であったため、教育機関はあまり発展しなかったからである。しかし、そんな状況にもかかわらず、エルサレムの貴族や多くのフランク人たちは高い教養を身につけていることで広く知られていた。エルサレムでは、聖職者や法律家は有り余る程存在したとされ、歴史学・法学・その他の学問分野は、娯楽の一環として王族や貴族らに愛されていたという。エルサレムには多くの蔵書が収められていたされ、古代・中世のラテン語書物のみならずアラビア語書物も多く蔵書されていた。このアラビア語書物の多くは、当時のアラビア人の知識人 ウサーマ・イブン・ムンキズとその従者たちの船が1154年に王国沿岸部に漂着した際に回収された書籍だとされている。また聖墳墓教会はエルサレム王国の写字室としての役割も担っていたとされ、市街には王室憲章やその他の文書の保管庫である大法官も存在した。当時のヨーロッパではラテン語が主流であったのに対して、エルサレム王国ではフランス語やイタリア語の多くの方言が飛び交い、ギリシャ語やアルメニア語、さらにはアラビア語までがフランク人入植者により用いられていたとされる。

### 芸術と建築

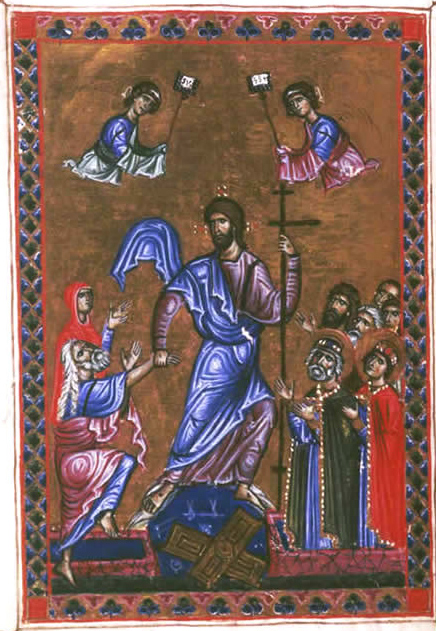
メリザンド詩篇の一節。

当時のエルサレムの建築分野で最も著名なものは、ゴシック風に再建築された聖墳墓教会であろう。この再建築により、1149年までに教会内に存在したすべての聖堂は１つの建物に統合された。エルサレム市外での著名な建築物としては城塞や砦がしばしば挙げられ、それらの中でもカラク城やモントリオール城、イブラン城などがよく知られている。
十字軍時代の芸術は西洋美術やビザンツ美術、イスラム美術などの融合により誕生した。そして王国内の大都市には公衆浴場や地下水道などといった公衆衛生的にも発展した施設が多く併設されており、これは同時期の他の地域では見られない特徴であった。また十字軍美術の中でも最も重要な作品の１つとされているのはメリザンド詩篇と呼ばれる装飾写本である。この詩篇はエルサレム王フルク5世の注文によって1135-1143年に制作された写本とされており、現在は
大英図書館で展示されている。絵画やモザイク画は当時の最も一般的な芸術形態であったが、それらの作品の多くは13世紀にマムルークの兵士たちによって破壊された。これらの芸術・建築物の中で最も耐久性のある「砦・城」のみがイスラムの再征服を経て、現在も健在している。

### 統治体制と法体制

1187年のエルサレム王国とその属国を記した地図。この頃の王国にはエルサレム王を宗主とする21もの封建領主が存在した。

第1回十字軍遠征を経てエルサレム王国が建国されるや否や、初代国王ゴドフロワ・ド・ブイヨンは家臣たちに封土を分配した。これにより王国内にはエルサレムを宗主国とする多くの封建国家が誕生した。ゴドフロワの後継者たちも同様に、家臣に領土を授与し続けた。そして12世紀から13世紀にかけて、これらの封建領主は増え続け、彼らが持つ重要性も変化していき、また王国内の多くの諸都市は王家の直轄地とされた。エルサレム王はエルサレムの王宮から多くの将校や官吏の支援のもとで王国を統治した。また国王はエルサレムのみならず、アッコ・ナーブルス・ティルスをはじめとする王国各地の諸都市でも御前会議を開催し統治に勤しんだという。王族ははじめは神殿の丘に居を構えていたが、この丘がテンプル騎士団の拠点として彼らに譲り渡されたのち、ダビデの塔に移ったという。またダビデの塔の他に、アッコにも宮殿を持っていたという。
エルサレム王国では、他のヨーロッパ諸国と異なり、配下の諸将達は自領ではなく王国の首都エルサレムに居を構えることが多かったとされ、エルサレム王は諸侯たちの影響を大いに受けたとされる。そして諸侯たちは司教らと共に高等法院という統治機構を構成し、新しい国王や摂政の選出や徴税、貨幣鋳造、国王への支給金の算定、王国軍の招集などといった多くの政務を司った。またこの法院は王国貴族に対する唯一の司法機関でもあり、殺人・強姦・反逆などといった諸罪や、脱走奴隷の回収・レーエン(知行権)の売買・兵役不履行などといったより単純な封建領主に関わる紛争などにも対処した。エルサレム王国における法律は、初代国王ゴドフロワ・ド・ブイヨンによって策定されたと言われているが、法の大部分はボードゥアン2世が1120年に開催したナーブルス会議(en: Council of Nablus)の際に策定された。ヘブライ大学の教授ベンジャミン・Z・ケダルはこの会議について、『ナーブルス会議で策定された法律は12世紀の終わりと共に徐々に効力を失い、13世紀には使われなくなった。』と主張している。一方Marwan Nadarはこの説に異議を唱え、『この法律はどの時代においても王国内では有効とされていた。』と主張している。またエルサレム王国の巡回裁判と呼ばれる当時のエルサレム王国で最大の判例集として知られる法律集においても、13世紀中頃に編纂されたとされているもののその多くの判例は12世紀の出来事に依拠していると考えられている。
王国にはより下級の法院も存在したとされ、特に 「Cour des Bourgeois」 と呼ばれる法廷では一般民衆や非ラテン人が関与した小規模な犯罪行為( 暴行・窃盗など)や、法的権利をほとんど有しない非ラテン人同士の紛争などを裁いたという。また王国沿岸部の都市には、「Cour de la Fond」 ( 商業活動における紛争を解決するための商人向けの法廷 )や 「Cour de la Mer」 ( 海軍将校を裁く法廷 )といった特殊法廷が設置されていた。現地のイスラム人や東方正教信者たちを裁く法院がいつまで機能していたのかはよく分かっていないが、地方の諸村では ra'is と呼ばれる法的権威を有する現地民がその役目を果たしたものと考えられている。また、「Cour des Syriens」 と呼ばれる法院も存在したとされ、この法院では現地キリスト教徒が関わる非犯罪事項について裁かれたとされる。犯罪行為を犯した非ラテン人は程度が軽ければ「Cour des Bourgeois」 で、程度が重ければ高等法院に送られて処罰が決められた。
また建国初期ごろのエルサレム王国では、イタリア人居住者はほぼ完全な自治権を付与されていた。第1回十字軍の際に十字軍がヴェネツィアやジェノヴァの海軍力や軍事力に大いに助けられたからだ。彼らが与えられた自治権にはイタリア人独自の司法行使権も含まれていたとされるが、彼らの司法権の管轄となった案件の種類については時代によって異なった。
エルサレム王はこれらの高等法院の院長とみなされていた。

## 遺産
1291年にレバントの全領土を失った後も、名目上はエルサレム奪還を目的とした十字軍がいくつか試みられたが、オスマン帝国の台頭により、それらは次第にバルカン半島を超えることがほとんどない、絶望的な防衛戦の性格を帯びるようになった（アレクサンドリア十字軍、スミルナ十字軍など）。イングランド王ヘンリー4世は1393年から1394年にかけてエルサレムへの巡礼を行い、その後エルサレム奪還の十字軍を率いると誓ったが、1413年の死までにその遠征を実行することはなかった。レバント地方は1517年から1918年のオスマン帝国分割まで、オスマン帝国の支配下に置かれた。
1302年のルアド陥落により、エルサレム王国はレバント沿岸における最後の拠点を失い、聖地に最も近い所領はキプロス王国となった。エルサレム王アンリ2世は1324年に死去するまでその王位を保持し、以後もキプロス王たちによって称号は継承された。また「エルサレム王」の称号は、ナポリ王国のアンジュー家の王たちによっても継続的に用いられた。ナポリ王朝の始祖シャルル・ダンジューは1277年、マリー・ダンティオケからエルサレム王位請求権を購入していた。以後、エルサレム王国の請求権はナポリ王冠の従属的な称号として扱われるようになり、その継承はしばしば直接的な血統によらず、遺言や征服によって移動した。ナポリ王国が教皇領の封臣であったため、歴代の教皇はナポリ王位とともにエルサレム王の称号も承認することが多く、この請求権の歴史は実質的にナポリ王国の歴史と重なっている。1441年、ナポリ王国の支配権はアラゴン王アルフォンソ5世に奪われ、この称号はスペイン王たちに引き継がれた。その後スペイン継承戦争を経て、ブルボン家とハプスブルク家の双方がエルサレム王の称号を主張した。この称号は現在もスペイン王家によって事実上使用されており、現在の保持者はフェリペ6世である。また、1958年まではハプスブルク家のオットー・フォン・ハプスブルクが請求者として名乗っており、1946年まではイタリア王たちもこの称号を保持していた。